# 天津英租界
天津英租界（英語：British concession in Tientsin），是英国设在天津的专管租界，拥有较高的行政自治权和治外法权。因与天津法租界毗邻位于天津紫竹林附近，亦有“紫竹林租界”之称。天津英租界是近代中国七个在华英租界之一和英国在东亚地区最大的专管租界，也是天津的“九国租界”中设立最早、发展最繁荣的租界。
在设立之初，天津英租界便引入了选举人制度，以租地人所承租的土地亩数为标准确定选举人资格，实现了对选举人的登记，在当时尚处于封建王朝的清朝是一创举。1866年天津英租界所制定的《英租界土地章程暨天津英国领事区章程》在东亚英系租界的早期发展中具有承前启后的作用，被天津的其他各国租界所借鉴。英租界治理结构实施立法、司法、行政三权的分立，主要表现为选举人会议、驻津英国领事和工部局及董事会三方的分立，彼此界限并不是绝对清晰，相互配合，构成了英租界的市政制度。1888年，天津英租界紧跟英国兴建市政厅的潮流，动工兴建了近代各国在华租界中的第一个市政厅——戈登堂。此后，天津英租界不断发展，“洋行日多，侨民日众”。1923年6月，黎元洪曾宣布将北洋政府迁往天津英租界，使这里一度成为中华民国大总统及政府所在地。1930年代，英国与日本曾因天津英租界相关问题而爆发冲突和外交纠纷，并导致天津英租界危机，史称“天津事件”。
自1860年起，天津英租界共存在了八十余年。1927年，北洋政府试图收回天津英租界，因时局动荡未果。1942年2月18日，占领天津英租界的日本当局宣布将其移交给汪精卫政府。1943年1月11日，中英于重庆签订《关于取消英国在华治外法权及其有关特权条约》，约定放弃英国在华特权并由中国收回天津英租界。1945年中国抗日战争胜利后，中华民国国民政府收复沦陷区并宣布收回天津英租界。1948年12月，国民政府开始对各租界进行清理，至1947年5月，正式收回天津英租界。但原英租界内不动产及其他财产，直至1987年6月中英政府签署关于解决历史遗留的相互资产要求的协定，得以正式确权。

## 历史

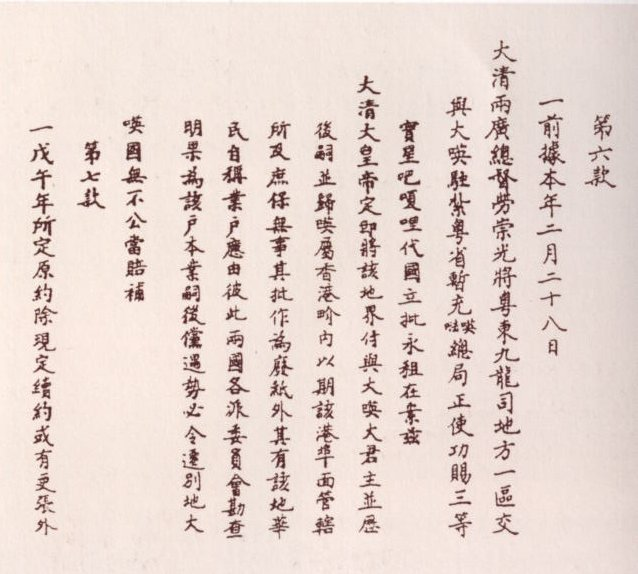
中英《天津条约》之《续增条约》（《北京条约》），是天津英租界划定的依据

### 划定与扩张
1860年9月11日，中英双方交换了《天津条约》批准书，并同时签订《续增条约》（即《北京条约》）。其中，《续增条约》第四款规定：“续增条约画押之日，大清大皇帝允以天津郡城海口作为通商之埠，凡有英民人等至此居住贸易，均照经准各条所开各口章程，比例划一无别。”这一条款成为英国在天津划定租界的法律依据。
同年12月，英国驻华公使卜鲁斯依据《北京条约》中“准许英国侨民在通商口岸租地赁屋”的规定，先后照会直隶总督恒福及三口通商大臣崇厚，提出“欲永租津地一区，为造领事官署及英商住屋、栈房之用。”12月8日，奕䜣赴天津，与恒福等官员共同办理相关交涉。12月17日，清政府正式批准设立天津英租界，共占地460亩，并立契永租。由此，英国成为最早在天津获得租界的国家，该区域后来被称为天津英租界的“原订租界地”。由于地处紫竹林村一带，英租界及其毗邻的德租界等区域又被俗称为“紫竹林租界”。
1863年10月27日，驻天津英国代理领事约翰·吉布逊（John Gibson）制定并颁布了《天津埠地方章程》（英語：Local Regulations for Tientsin）、《大沽地方章程》（英語：Local Regulation for Taku）和《天津港领事章程》（英語：Consular Regulations for the Port of Tientsin）三份章程，并获得英国驻华公使卜鲁斯等人的批准。
19世纪中叶，英国国内出现了所谓的“小英格兰主义”，这一思潮主张缩减海外殖民地负担，推动殖民地改革与自治。部分英国民众认为海外租界增加了英国的财政负担，因此要求尽早赋予租界一定的自治权。
1864年，卜鲁斯离任英国驻华公使，由阿礼国接任。1866年，天津颁布《英租界土地章程暨天津英国领事区章程》（英語：Local Land Regulations of the British Concession of Tientsin and General Regulations for the Tientsin Consular District），共计23条，内容涵盖租界范围、租地人资格、租地人大会与委员会、选举与投票、捐税与执照等方面。该章程在东亚英系租界的早期发展中具有承前启后的意义。自此之后，东亚地区的英系租界《土地章程》与市政条例逐渐制度化和合法化，相关体系不断完善。此外，天津其他各国租界也大多借鉴了英租界的管理模式，推动了天津城市的近代化进程。

### 发展初期

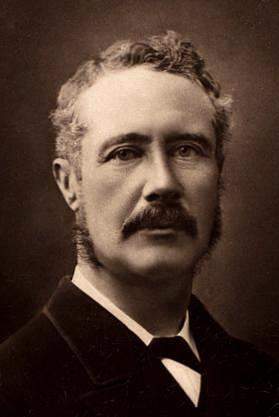
天津英租界的主要规划设计者查理·喬治·戈登

为了避免承担填筑土地等方面的费用，最初来津的英国商人多不愿迁入租界，而是选择在天津城内外租赁土地、购置房屋。尽管如此，随着中英贸易迅速发展，英租界在开辟初期便呈现出较快的成长态势。1861年，已有41艘英国商船停靠在英租界新建的码头，1862年则增至69艘。
到1867年，英国外交官梅辉立合著的《中国和日本的通商口岸》一书中记载，天津英租界内已建成多家洋行，并设有英国等国的领事馆，以及台球房、篮球场、俱乐部等娱乐设施。
天津租界的真正大发展始于1870年。当年6月爆发天津教案。愤怒的天津民众杀死法国领事丰大业等人，并焚毁望海楼教堂和法国驻天津领事馆。事件之后，外国侨民普遍认为租界比城内外杂居更为安全，因而纷纷迁入紫竹林一带的英租界，从而带动了该地区的快速发展。当时英租界内已有英商高林洋行、汇丰银行，德商礼和洋行等众多洋行和银行，其中尤以被称为英国“皇家四大行”的怡和、太古、仁记、新泰兴最为著名。为进一步推动贸易，英租界当局兴建了新式码头，并配备了各类港口设施。
1883年，天津地方官府利用从租界码头征收的码头捐，修建了一条由租界码头通往天津城的沿河石路，大大便利了城区与租界之间的交通。此举也使得原位于三岔河口的嘈运码头逐渐衰落，而英租界则成为天津新的航运与贸易中心。随后，天津对外贸易增长迅速：19世纪70年代初，总额为1000余万海关两，至1889年增至3124万，1894年又升至4427万海关两。天津由此跃升为全国重要的通商口岸之一，而天津英租界也成为英国在华专管租界中最为繁荣的一个。租界内相继建成成排的高楼大厦，修筑了维多利亚道等主要道路，并兴建了作为工部局所在地的公共建筑戈登堂。
相比之下，在此时期天津法租界和天津美租界的发展则较为停滞。1870年以后，法国在普法战争中惨败，并长期卷入侵略越南及中国的战争，其对华贸易随之衰落。19世纪70至80年代，每年抵达天津的法国商船最多不过数艘，甚至有年份一艘未至，法租界因此失去了发展的基础。美租界的情况更为特殊，几乎未见显著变化。由此，在天津租界的第一个发展阶段中，始终是英租界一枝独秀。

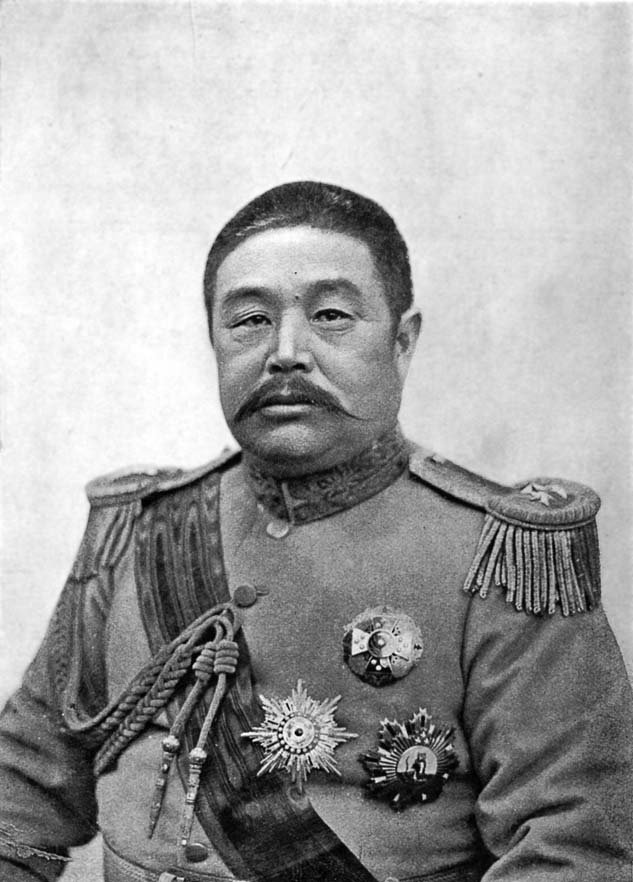
1923年6月，黎元洪曾将北洋政府迁往天津，实际是天津英租界，使天津英租界一度短暂成为民国大总统的驻地

### 全盛时期
从1895年起，天津租界进入第二时期即全盛时期。从这一年起的8年间，德、日、俄、比、意、奥等6国先后在天津开辟租界，英、法、德、日等4国的租界分别得到一次或数次的拓展，使天津形成幅员为县城8倍的8国租界夹峙海河的形势。同时，随着中国与有关各国大规模地开展修治海河的工程，较大的外国商船已可直接驶抵天津租界；而从海河中挖出的大量泥沙又填平了英、法、日等国租界中的成片沼泽，使得天津租界的投资环境得到很大改善。
1897年3月31日，天津英租界第一次扩张，向西扩展到墙子河，这个扩充界有1630亩。1902年10月23日，天津英租界第二次扩张，面积131亩的天津美租界并入，成为天津英租界的南扩充界。1903年1月14日，天津英租界第三次扩张，再度向墙子河以西扩展了3,928亩，称为推广界。1918年，天津英租界各区域合并管理，工部局代理工程师亨利·麦克卢尔·安德森提出了统一的规划方案，天津英租界工部局在此方案基础上组织实施，奠定了天津英租界的总体城市空间基础。
1923年6月，中华民国大总统黎元洪曾宣布将北洋政府迁往天津，实际是天津英租界，并在当地发布总统指令和总统任命，并设立议员招待所，使天津英租界一度短暂成为民国大总统的驻地以及没有内阁的政府所在地。

### 英日矛盾与租界危机

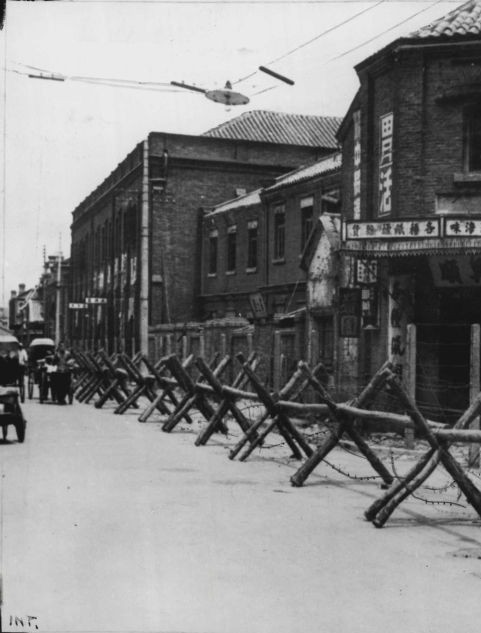
日军在天津英租界周围布置的铁丝网

日本侵华战争开始后，日本对英国积极援华、道义谴责日本的态度极为不满。同时，日本的侵略使其与英国在租界的矛盾迅速发展，国际租界的存在已经成为日本建立“东亚新秩序”的障碍。1939年，日军几乎同时对天津英租界以及鼓浪屿的租界发起进攻。由于天津英租界地处华北一直是中国民族主义者开展反日活动的理想基地，且流通中国官方法幣并存有相当数量中国政府的白银储备，因而日本将天津英租界作为突破口。
1938年9月，英租界当局根据日本军事当局建议，逮捕了一名据称是抗日游击队领导人的苏清武。日方要求英租界当局将此人予以引渡，但被以证据不足拒绝，于是双方僵持不下。而英国政府内部在激烈讨论后，认为日本在天津事件上的施压是其‘新秩序’方针指导下的一个庞大的外交政策的一部分，而这个政策旨在把英国在华势力及利益完全排挤出去。因此，英国方面应当对此持强硬态度，拒绝移交。1939年4月9日晚，亲日派人士、天津海关监督兼中国联合准备银行天津支行经理程锡庚于在天津英租界内的大光明戏院遭遇狙击暗杀。英租界当局逮捕了四名嫌疑犯，但因“采取这一行动良心难安，而且将很难向重庆交待。”拒绝移交四人。6月5日，日方则威胁封锁英租界。卡尔提议由英国、日本、美国各出一人组成调查委员会，未被日本接受。1939年6月14日，日军开始彻底封锁天津英租界与法租界，造成天津英法两租界内正常生活的停顿，以逼迫租界当局交出嫌疑人并要求英国放弃亲华政策，史称“天津英租界危机”或“天津事件”（Tientsin incident）。

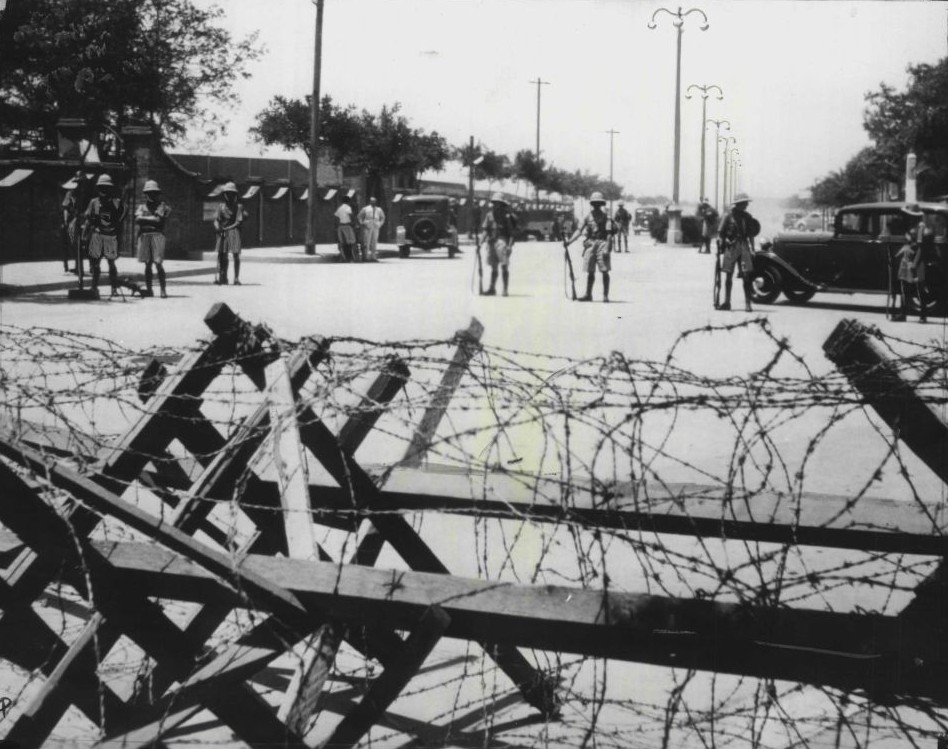
1939年天津事件，日军封锁天津英租界

日本此举引起了英国的强烈反应。日军对出入英租界的英国人不分男女都要脱衣检查，致使英国舆论为之哗然。英国开始考虑对日经济制裁的问题，6月17日，英国宣布，如果天津局势至本周周末仍未改善，则英国将采取包括取消日本原享之最惠国待遇、废弃1911年英日条约、对进口日货一律加征重税等报复措施。
日本在德國和意大利的外交支持下表示，若英国敢派舰队解除天津英租界封锁，就在歐洲立刻发动战争。7月24日，英国最后对日本作出让步，英国驻日本大使克莱琪和日本外务大臣有田八郎双方签署了《有田-克莱琪协议》就解除封锁条件达成一致，同意引渡了英租界内四名中国嫌疑人交予日军。然而，随着欧洲的局势对英国日渐不利，新任首相温斯顿·丘吉尔力主对日妥协，尽快解决天津危机。最终，英国不顾中国的反对，于1940年6月12日与日本正式签订天津协定向日本妥协。日军解除了对天津英租界长达372天的封锁，天津租界危机由此平息。

### 收回
1927年1月，汉口英租界的收回引发震动，天津各界亦有收回天津英租界的舆论声浪。因此，北京政府专门组成接收租界委员会，把收回天津英租界的问题提到了日程。天津英租界当局迫于形势，采取了两手准备。一是通过会商“第一步为确保永租权”，拖延收回时间；二是采取中英共管的办法做好“交还”的准备。1927年3月，中英组织了交还天津英租界委员会，双方代表开始进行接触会商，经过9次讨论，初步取得统一意见，即：采取中英共管的办法，组织中英共同管理委员会，由英租界行政部将管理权移交给共同管理委员会掌管并拟出一个《紫竹林市政管理章程草案》。当时，由于中方主管部门认为“章程”草案必需修改而未能很快获准。后来，由于中国政局的动荡，天津英租界收回问题便无人再提及。
1941年12月8日，太平洋战争爆发的当日，日军进驻天津英租界。1942年2月，日本宣布将已接管的天津英租界移交给亲日的汪精卫政府。同年10月9日，美国与英国政府分别通知国民政府，声明愿放弃在华治外法权及其他有关权益，并拟提出草约进行谈判。经过两个多月的谈判后，1943年1月11日國民政府與英國于重庆签订《关于取消英国在华治外法权及其有关特权条约》，规定中国將收回天津英租界。3月，汪精卫政府将租界更名为“兴亚第二区”。
1945年抗戰勝利後，国民政府行政院於11月24日公布《接受租界及北平使馆界办法》，宣布正式收回天津英租界。同日，天津市前英、法、意租界官有资产与官有义务、债务清理委员会成立，对英、法、意、日租界準備正式接管。翌年12月，开始对各租界进行清理，至1947年5月结束。
随着局势变更，天津英租界内部分财产的产权在法理上仍属于英国或其国民，但後者已失去實際控制权。迄1987年6月5日，中华人民共和国與英国政府签署《中华人民共和国政府和大不列颠及北爱尔兰联合王国政府关于解决历史遗留的相互资产要求的协定》，厘清了历史上两国间遗留下的全部资产问题，原天津英租界内遗留不动产共71.8万平方米及其他财产正式确权。

## 空间扩张与分区

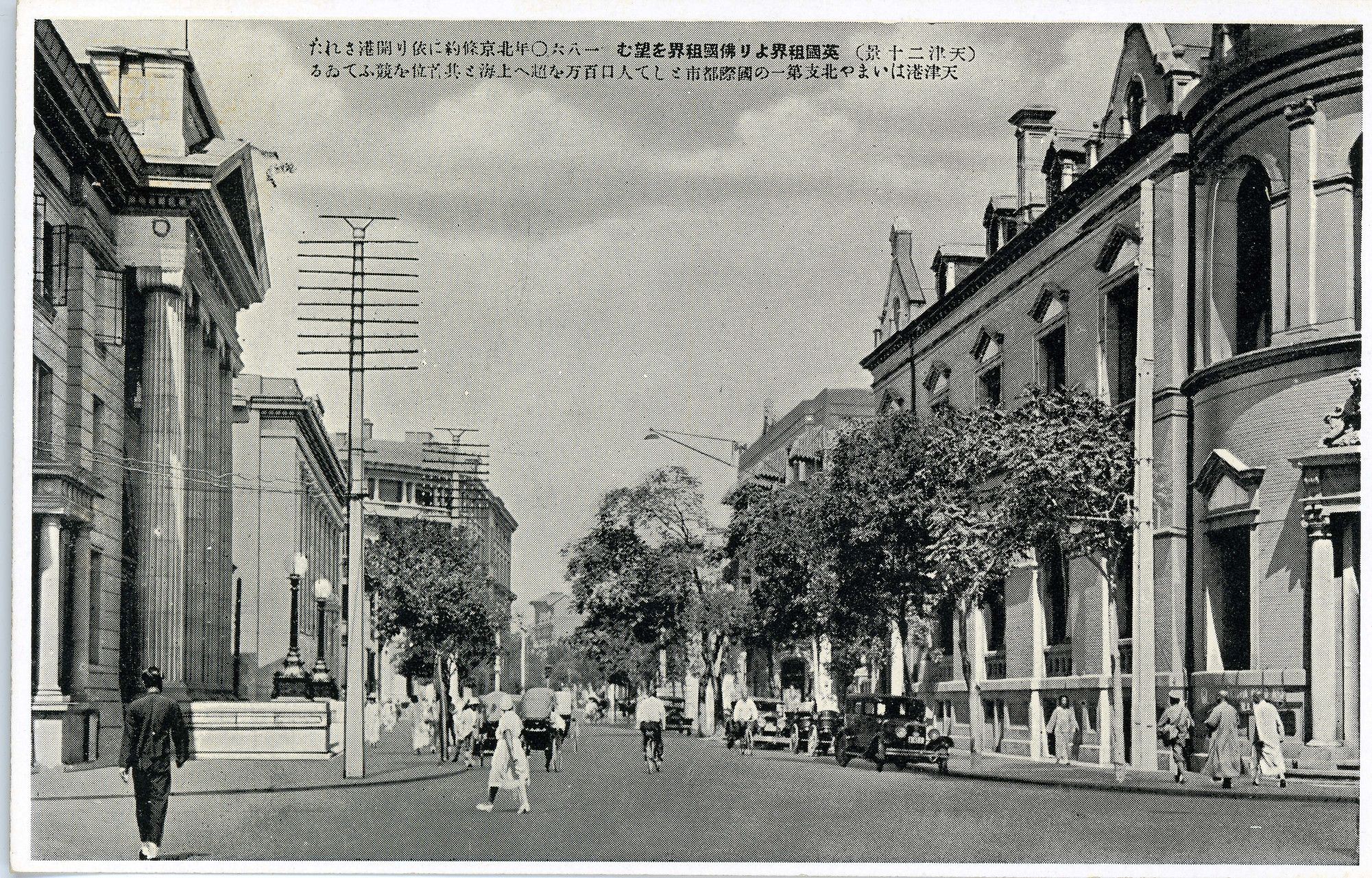
天津英租界与法租界街景

天津英租界整体由“原订租界地”及三次扩张后获得的租界地（扩充界、南扩充界、推广界）组成，东临海河，北面沿宝土徒道（现营口道）与天津法租界毗邻，西到海光寺大道（现西康路），南沿马场道到佟楼，与原法租界毗邻的6149亩的区域范围。
从1860年划定初始范围，至20世纪初完成扩张，天津英租界市政建设力度逐年加大。1919年，原订租界与扩展各部分合并后，英租界进入了新的发展阶段。扩展区域内遍布坑挂塘淀，英租界工部局自1919年起即开始吹泥填地工程，直至1935年底彻底完竣，从而将遍布沼泽的地带开发建设为近代化城市区域，极大改善了当地的条件。从1860年到1930年代，天津英租界逐步形成不同的城市功能分区，包括河坝码头区、经济金融区、工业用地区、高档居住区等。

### 原订租界地
1860年12月初，英国驻华公使卜鲁斯依据《北京条约》中“准许英国侨民在通商口岸租地赁屋”规定，照会直隶总督恒福和三口通商大臣崇厚，英国“欲永租津地一区，为造领事官署及英商住屋、栈房之用。”12月8日，奕䜣赴天津与恒福等一起办理此项交涉事宜。12月17日，清政府正式批准设立天津英租界，其界址为：东至海河，西至海大道（今大沽路），北至宝士徒道（今营口道），南至博目哩道（今彰德道），共占地460亩，立契永租。至此，英国成为最早在天津划定租界的国家，这块英国最初划定租界区域后来被称为天津英租界的“原订租界地”。

### 扩充界
天津英租界扩充界（英語：British Municipal Extension）是天津英租界原订租界地划定后的第一次扩张。
1895年、1896年，天津德租界和天津日租界先后划定后，英国以“洋行日多，侨民日众，租界不敷应用”为由，要求将英租界自海大道（今大沽路）向西扩展到墙子河内侧的围墙（今南京路北侧），计地1630亩。1897年3月31日，天津海关道唐绍仪正式发出布告予以承认，此次拓展新设立的租界区域被称为“新增界”或“英国工部局扩充界”或“英国扩充租界”。

### 南扩充界

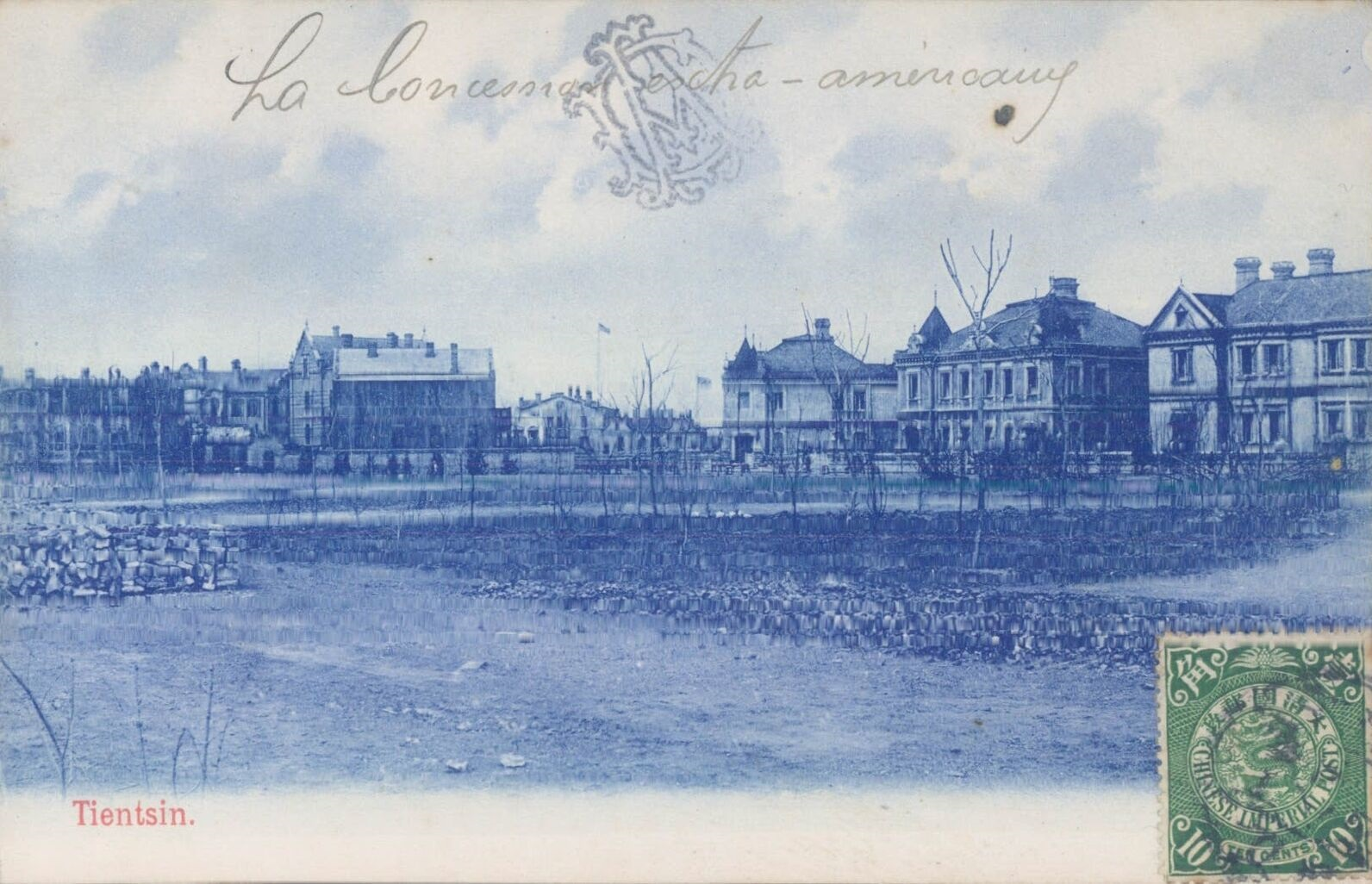
1900年的天津美租界，1902年并入天津英租界后成为其“南扩充界”

天津英租界南扩充界（英語：Southern Extension）的前身是天津美租界，是天津英租界原订租界地划定后的第二次扩张。
1880年，美国领事提出归还，声明放弃在天津的租借地，并交由天津海关代管，但清政府并未接收。美国对天津美租界的占领意愿不强，但1895年，德国要求在“北由杏花村之下仁记洋行南边道路外起，南至小刘庄之北庄外止，东至河边，西至海大道”的区域划定天津德租界，其中包括美租界的部分地区，引起美国的不满和抗议。1901年7月，英美两国公使在北京举行谈判。美国提议英国放弃专管租界、建立公共租界。遭到英国拒绝后，转而提出将美租界有条件地交由天津英租界工部局管理。同年11月，美英两国未与清政府协商便达成协议，将美租界纳入英租界管辖，条件是：必要时美国可以在原美租界单独实行军事管制；美国有权在该界河坝停泊军舰；该界所属英国工部局董事会至少要有一名美籍董事；该界内的土地转让须在美国领事馆登记；如制定专门适用于该界的特殊规章必须得到美国领事的同意；美国政府有权中止此项协定，重新对该界实施管理，但必须在一年以前通知英方。
1902年8月6日，英国驻华公使致函北洋大臣袁世凯，告知英明协商事宜。次日，袁世凯即答复，同意英租界工部局接管美租界：“既经贵大臣与美公使商妥办法，归贵国工部局管辖，本大臣自应亦无异言。”同年10月23日，由天津海关道发出布告予以承认，原天津美租界区域正式并入天津英租界成为其南扩充界。

### 推广界

天津英租界推广界街景

天津英租界扩充界（英語：British Extra Rural Extension）是天津英租界原订租界地划定后的第三次扩张。1987年，天津英租界第一次扩张后便开始酝酿再次扩张至墙子河外。
1901年，英驻津总领事金璋制订了《英墙外推广界合同》，对扩充租界的理由以及扩充的范围，都作了明确的阐述和规划。后来，在此基础上，经过中、英双方的会商和对扩充区域界限的勘定，拟出了《英国围墙外扩充租界章程》，将英租界又向西推至围墙以外，越过墙子河（今南京路）直到旧海光寺大道（今西康路），南沿马场道到佟楼，计地3928亩，称之为“墙外租界地”或“推广界”。“章程”拟出之后，金璋要求清政府必须“出示晓谕”。1903年1月14日，天津海关道和英总领事正式发布《英国围墙外扩充租界章程》，规定扩充租界内工商、税收、司法均归天津英租界工部局管理，同时声明“推广界”确立。

### 界外地

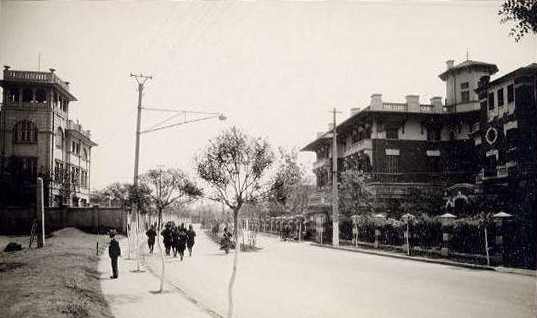
19世纪20年代的马场道，即为英国当局强占租界以外土地的手段

除了原订租借地和三次扩张以外，英国还以“越界筑路”的手段，强占了租界以外的一些土地。
1886年，英籍德人德璀琳，经直隶总督李鸿章的同意，在佟楼迤南向西的养牲园附近占地，建造了别墅和赛马场。后来，英租界当局又以连通赛马场的交通为名，从赛马场经佟楼沿英租界边界直至墙子河修筑了一条马路（即今之马场道）。英租界第三次扩张后划定推广界后，马场道以及由佟楼至马场道的一段土地，包括赛马场本身及沿马路两侧的不属于英租界范围之内的土地都已为英租界当局所占有。辛亥革命后，北洋政府曾为此事与英国领事办过交涉，但无结果。1925年，李景林任直隶督办期间，曾与英领事交涉此事，但最后以承认既成事实为由，将赛马场及沿马场道两侧土地、房屋、警察权等均划归英租界所有。

## 租界治理

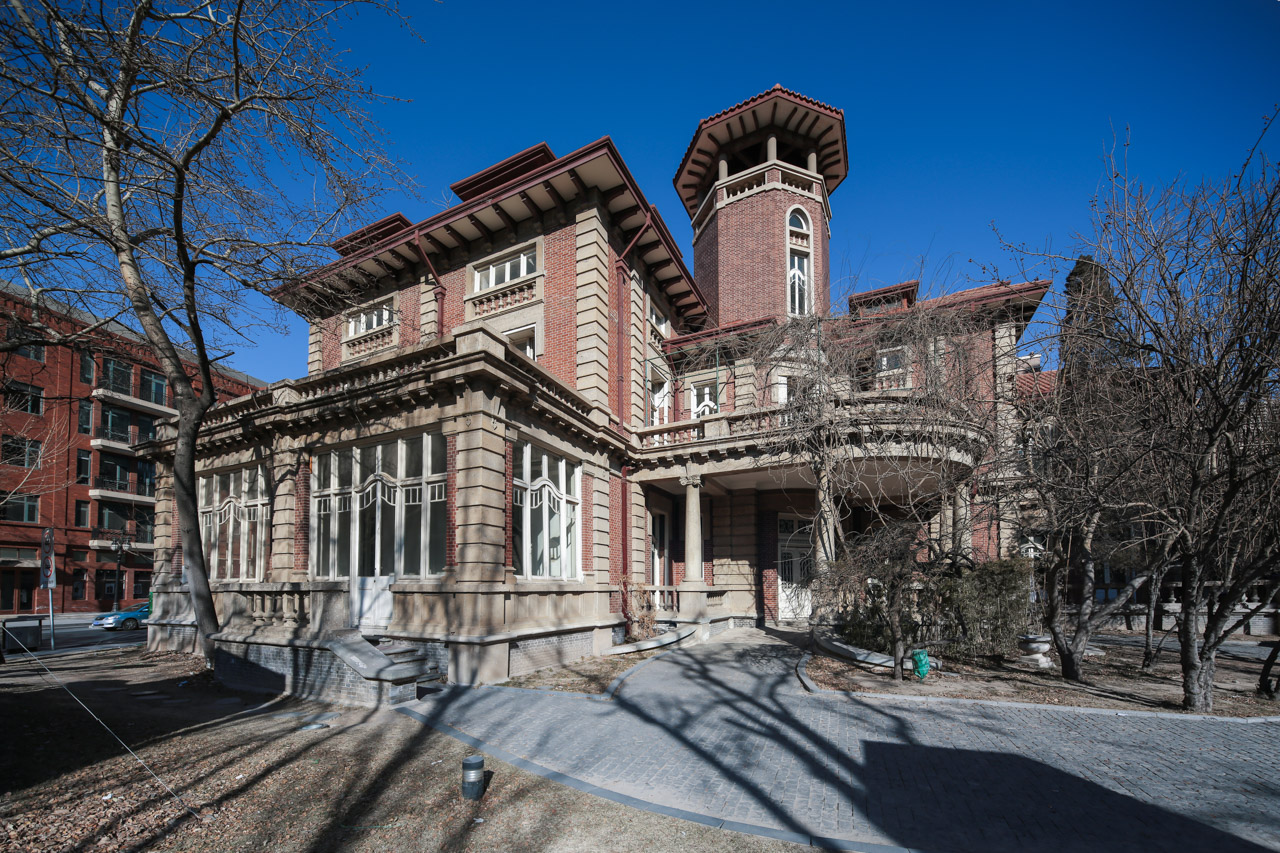
原英国领事官邸

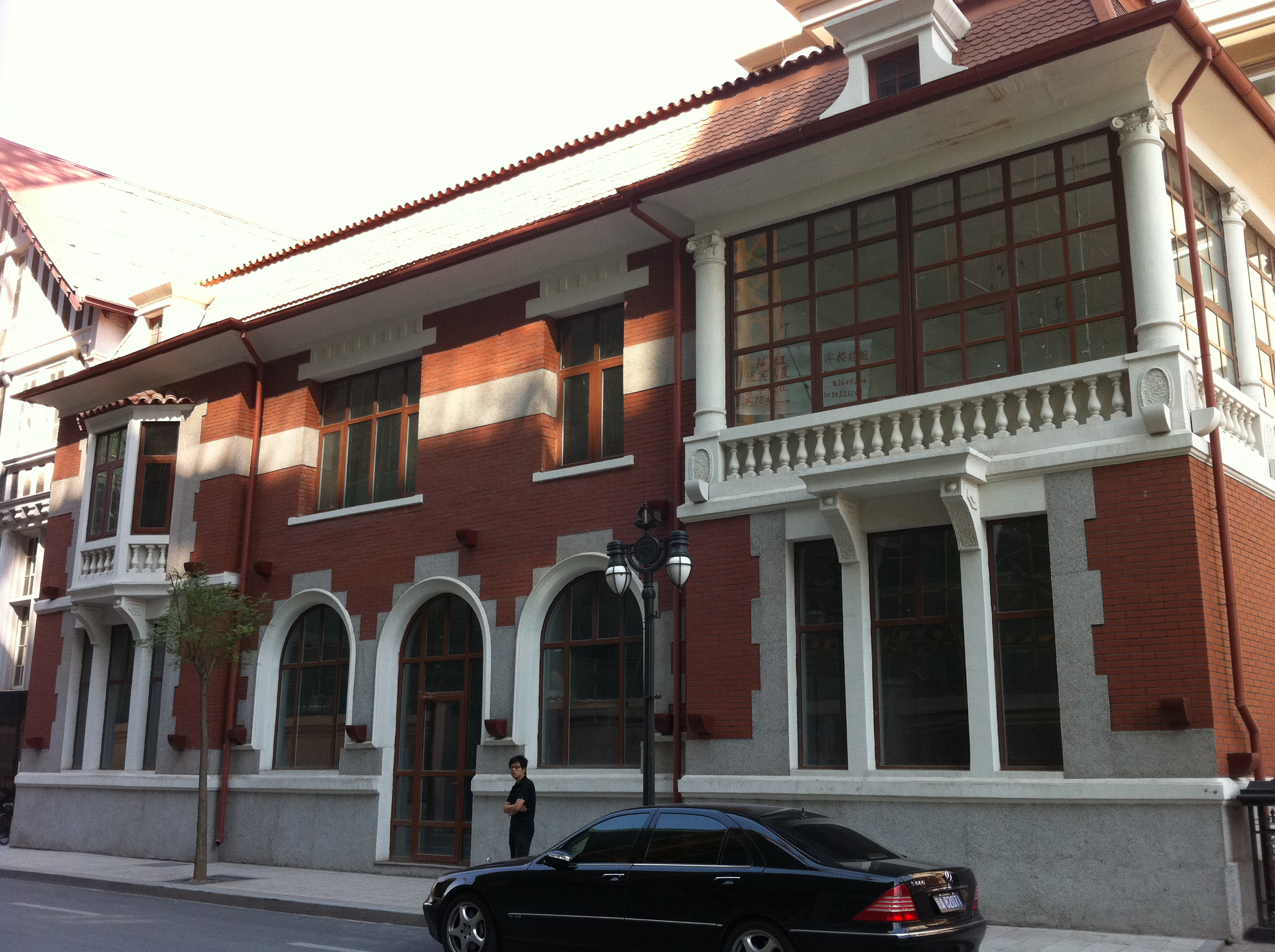
原天津英国领事署

天津英租界仿照英国制度设计了政治制度，设立之初便引入了选举的理念和选举人制度，成为侨民高度自治的租界。英国驻天津总领事每年召集天津英租界选举人大会年会并任大会主席，但其很少干预租界的日常行政管理。因而，天津英租界的管理模式被认为是在董事会与总领事之间的博弃与磨合中渐趋自治化的过程，是19世纪英国国内所经历的城市政府改革与民主化进程在天津的一个跟进和缩影。从1880年代前后开始，天津英租界作为“自治城市”的特征不断突显，一方面反应了租界发展到一定阶段后，其社会职能、特别是公共服务职能必然相应扩大的客观趋势，另一方面也是英国侨民为主的租地人团体不断按照英国国内城市政府运行模式强化租界自治、提升租界管理效率的结果。
天津的英国领事不担任工部局董事会的总董，在一般情况下都不干预工部局负责的日常行政事务。对于租界纳税人会议作出的改革租界现状的决议，英国领事也只能在决议作出后的数天内加以否决，过后则无权推翻。同时，英租界的租界警察不受领事指挥，而是直接受工部局节制的少数租界之一。正因为如此，英租界被称为由侨民“自治”的租界。

### 选举人制度与选举人大会
天津英租界在划定之初，就引入并施行选举人登记制度。由于有完善的土地登记制度做保障，原订租界工部局早期以租地人所承租的土地亩数为标准确定选举人资格，实现了对选举人的登记。租地人只要达到最低租地标准即在天津英租界内享有选举权。
天津英租界选举人大会，全称为“天津英国工部局所辖区域选举人年度大会”（英語：Annual General Meeting of Electors of the British Municipal Area,Tientsin），是租界最高权力机关，分为常年大会常年大会（英語：Annual General Meeting）和特别大会（英語：Other General Meeting）。由英国总领事担任主席，但通常没有投票表决权，仅当赞成与否决两方票数相等时做最后表决。
选举人年度大会涉及界内行政、财政、捐税、章程修订、条例制定等各项议案均须提交大会，由一人动议，一人附议，继由与会全体选举人表决。从1919年1月1日，天津英租界各区域正式合并开始，至1941年，天津英租界选举人每年4月中上旬召开一次常年大会，在天津英租界存续期间共计召开23次。如遇紧急情况或重要事项需选举人大会集议表决时，总领事可随时发起召集特别大会。此外，若董事会多数董事或15位以上的选举人向总领事提交书面申请，总领事也可召集特别大会。

### 董事会与驻津总领事

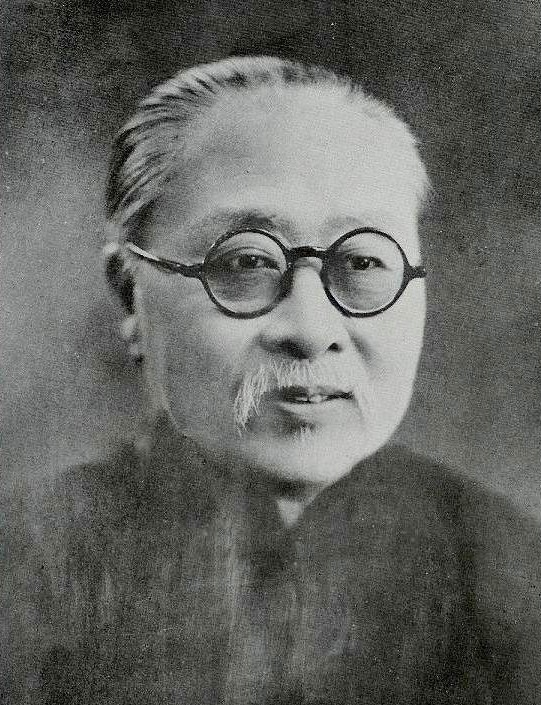
天津英租界华人董事庄乐峰

天津英租界董事会为天津英租界内的统治主体和决策机关，负责天津英租界中的一切应行事务，如：租界章程、任免官吏、买卖公产、筹措财政、捐税和经营公有设备及公用事业等事务。
董事会的董事由天津英租界里的纳税人推选产生，任期为一年，任满全体董事改选，在不同时期，用租金董事会的构成有所不同。1899年以前，天津英租界董事会由五名董事组成，均为英籍人士，后来董事名额增至九名。1902年，天津美租界附条件并入天津英租界时，英美双方约定工部局董事会中至少有五人为英国籍，一人为美国籍。后来，《驻津英国工部局1918年章程》规定，天津英租界董事会的董事名额必须为五人以上，其中，至少有五名为英籍。1926年，天津英租界董事会设中籍董事二人。1927年，天津英租界董事会中中国籍董事席位增至三个。1930年以后，又增加一名中国籍副董事长。

### 工部局

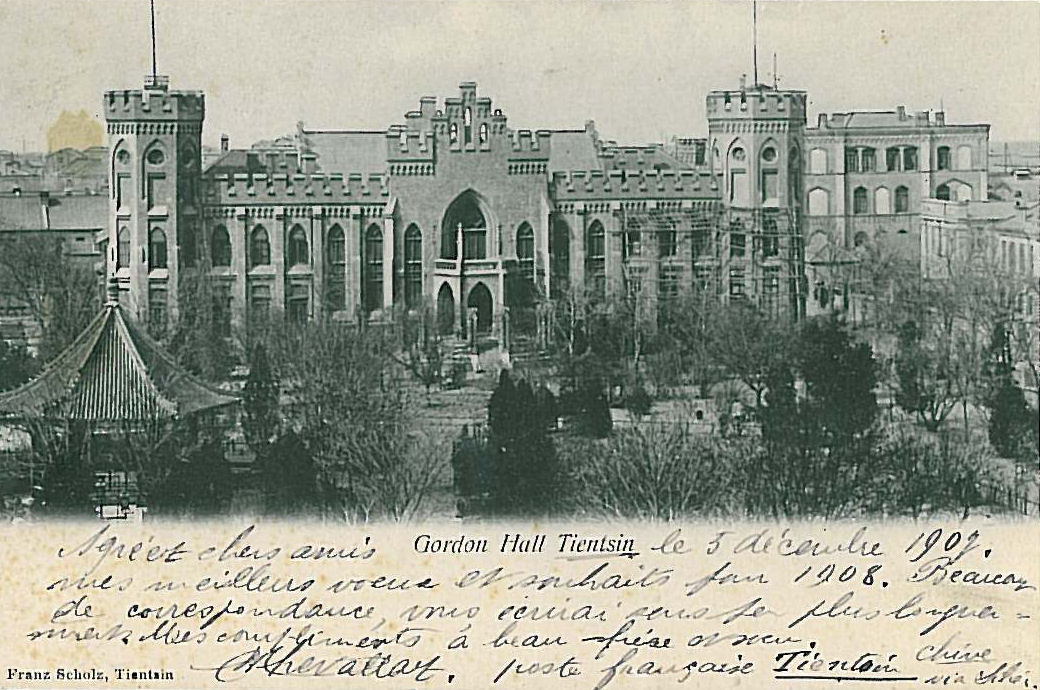
明信片上的英租界工部局

天津英租界工部局（英語：Tianjin British Municipal Council），成立于1862年，起初只是负责工程维修等事，后发展为全面管理租界行政事务的机构，间接地受英国驻中国领事馆和英国外交部的领导。19世纪中叶，英国各城镇兴起了建筑市政厅的潮流。天津英租界紧跟英国潮流，于1888年年动工兴建了英租界的市政厅戈登堂，成为近代各国在华租界中的第一个“市政厅”，体现了天津英租界作为市政自治单元的本质属性。1899年，天津英租界推广租界的董事会下也成立天津英租界推广租界工部局，组织状况与天津英租界工部局基本相同。1919年1月，天津英租界原订租界、天津英租界推广租界与天津英租界墙外租界合并，组成一个统一的天津英租界工部局，其组织状况与原天津英租界工部局基本相同。天津英租界董事会设立之后，也相继成立了董事会的执行机构：天津英租界工部局。当时的天津英租界工部局设财政处、工程处、警务处、电处务、水道处和卫生医官处等处。
此外，天津英租界内还先后设立过六个由天津英租界工部局和其订立保管契约的保管团，分别为：红墙道球场保管团、债券保管团、空地保管团、英文学堂保管团、天津公学保管团和养老金保管团。
天津英租界工部局还设有八个市政委员会：电气委员会、医务委员会、自来水委员会、工程委员会、机要会计委员会、学校委员会、警备委员会、义勇队委员会。这八个市政委员会的委员由天津英租界董事分别兼任，董事长兼任各委员会委员。

### 驻军

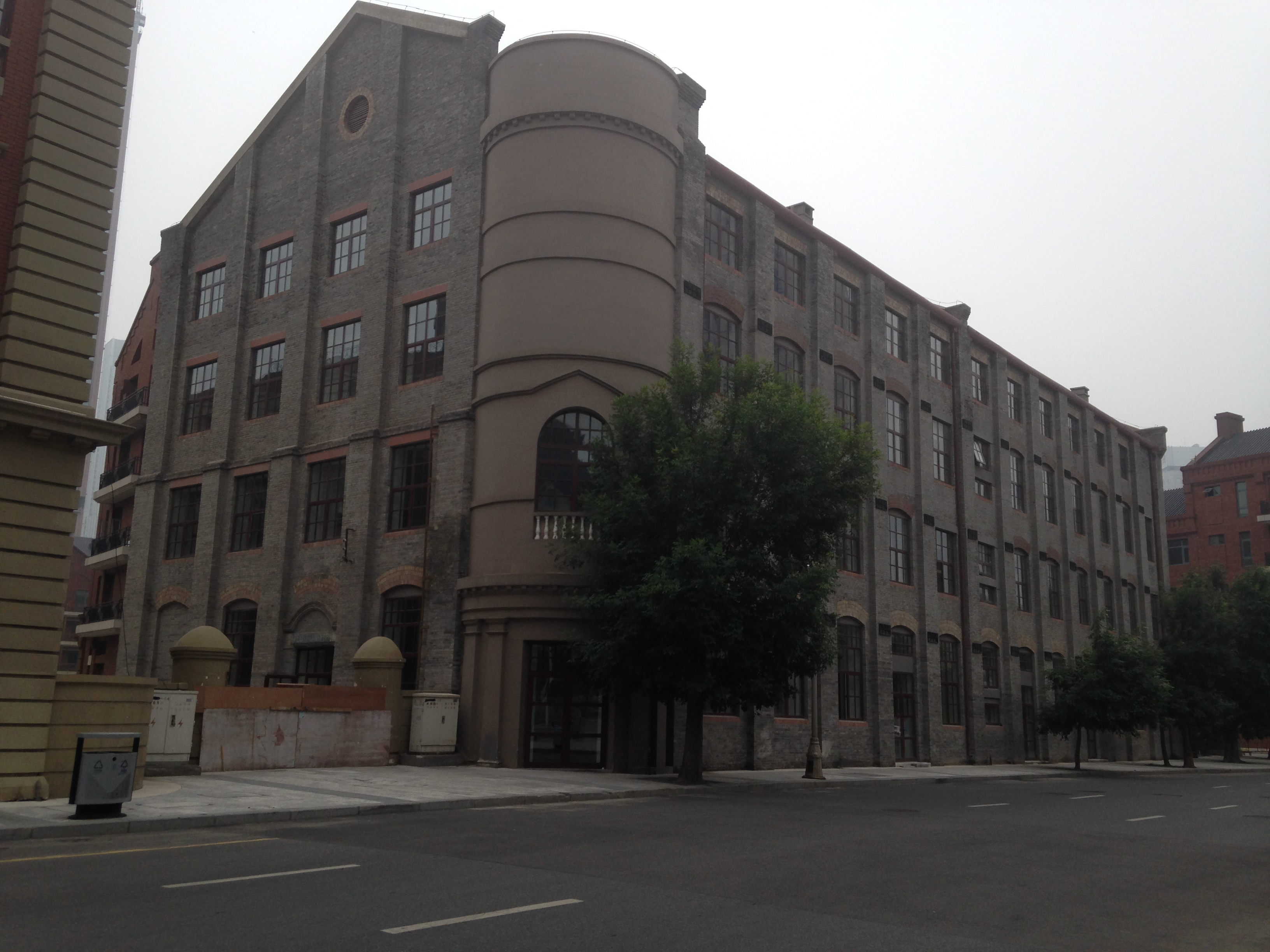
天津英租界美国兵营

1900年6月，义和团运动波及北京，各国使馆被封锁失联后，驻扎天津租界内的各国驻军组成了“八国联军”2,000余人，参与其中的英租界英军915人。1900年，英国在当时的天津英租界推广界内建造了英国兵营。1901年9月7日，《辛丑条约》签订，包括英国在内的国家可以在北京至山海关之间驻扎军队，每年夏季，部分英军会轮换至山海关驻防。
1936年11月，驻扎上海的兰开夏燧发枪团第一营（英語：1st Battalion, Lancashire Fusiliersl）换防至天津。在中日战争的背景下，英国政府内部对于是否继续维持这支规模较小的驻军意见不一。1937年2月4日，英国陆军部建议将华北及上海的驻军撤至香港。然而，英国外交部认为撤军会损害英国在中国的条约权利和国际声望，甚至被视为向日本妥协，应维持驻军以表明捍卫英国在华利益的决心。
1937年底，日本占据华北后，英国政府认为一旦日本在华北扶持未受国际承认的亲日政权，将有必要撤回平津的外交官员、北平使馆卫队和天津驻军，为此与美、法两国协商。美国方面认为撤军为时尚早，日本在华北建立伪政权不影响其在华条约权益。法国认为主动撤出将被视为对《辛丑条约》所规定义务的背弃，外交官员和驻军是支持中国政府的重要象征，撤退会被日本用来削弱国民政府的威信并直接威胁天津租界的地位。鉴于美国和法国的反对态度，英国的撤军计划暂时搁置。
1938年初，华北地区政治形势的变化使美英法等国被迫考虑华北驻军的撤退问题。1月18日，美国改变计划，决定撤退大部分华北驻军，但在英国担忧撤军会导致日本侵犯天津英租界。19日，日本在华军事当局就曾以搜捕反日分子为借口，试图强行进入英租界，但英国强硬表态，将其视为极端羞辱，从而坚定暂不撤军的立场。日本则态度软化，声称是翻译错误所致。

### 治理体系的局限性
天津英租界的自治和民主参与虽然有一定程度的体现，但仍存在诸多局限性，如权力集中、居民参与不足等问题。工部局董事会虽由选举产生，但长期由相对固定的人员担任，对租界内事务形成垄断，破坏了民主自治的原则。有选举权的租界居民参与市政管理的积极性不高，选举人权利的行使并不充分。选举人大会无法定出席人数的规定，实际出席人数常常与有选举权人数存在较大差距。以1930年英租界选举人常年人会出席人数和有选举权华人人数为例，有选举权人数为318人，实际出席人数152人，其中洋人56人，华人96人，出席率不足五成。虽然英租界实行了自治制度，但各机构之间的权力制衡关系并不完善。董事会的个人权力受到集体会议制度的制约，但也存在长期垄断的问题。

## 规划与市政建设
天津英租界是中国最早引入欧洲城市规划理念并实现市政近代化的区域之一。自1860年天津开埠到1945年租界收回，先后有九国在海河沿岸开设租界，高峰时期有八个国家同时进行租界规划和建设，其中天津英租界的城市规划和市政建设不仅时间最早、规模最大，从结果来看也最为成功的。一方面，英租界的建设和开发得到了英国技术、人才和装备支持。另一方面，市政建设的顺利进行，也离不开租界内外各利益相关方的支持，因此也就必须符合其利益诉求，需要有天津英租界工部局等机构从中协调推进。

### 城市规划

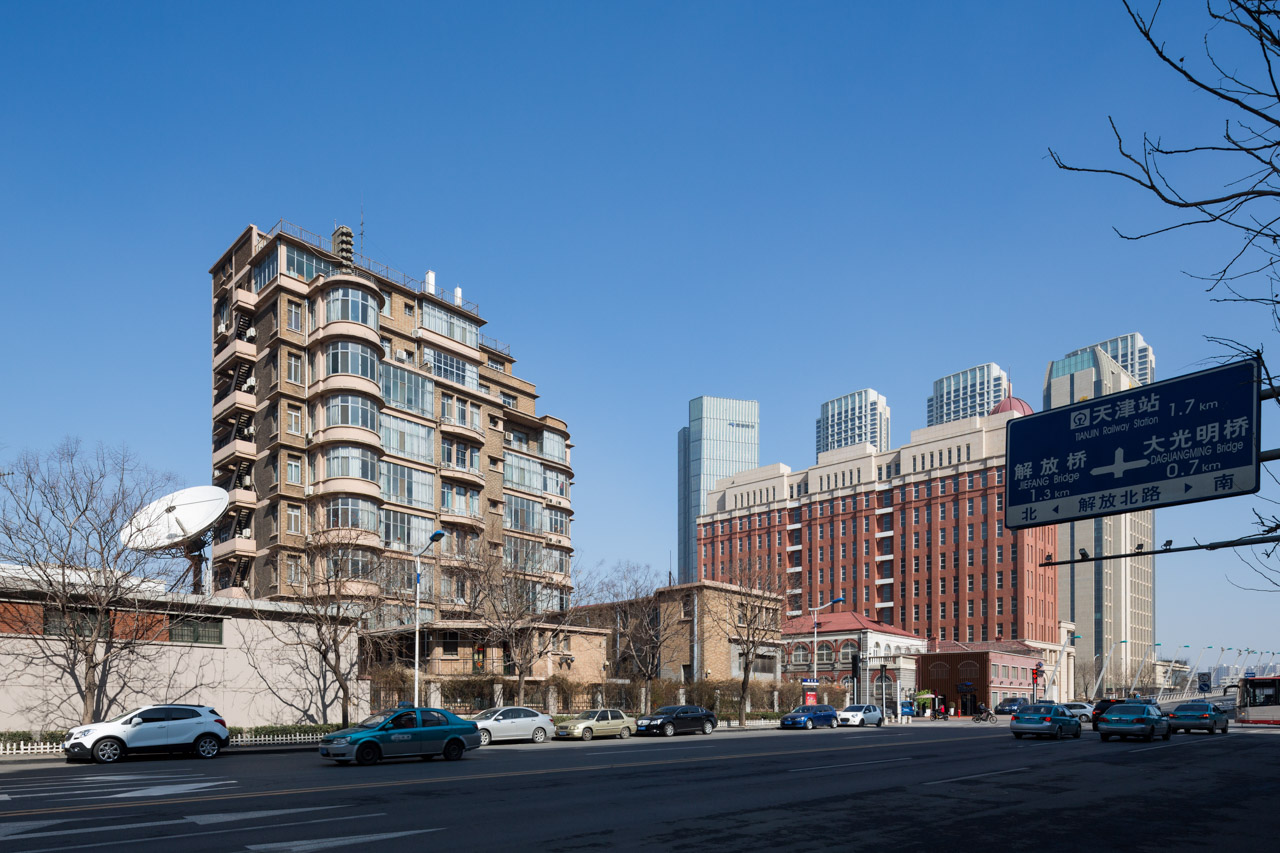
1936年兴建的受欧美摩登运动影响的利华大楼（左）

1860年天津英租界划定后，工兵上尉查理·喬治·戈登于当年年底开始了测绘，并于1861年制定了英租界最初的城市规划。1890年，曾在怡和洋行天津分行任职的柏龄庚（英語：Augustus William Harvey Bellingham）先后接任英租界工部局测量师、工程师，在1890至1909年间主导整个天津英租界规划、建设、管理等工作，包括制订扩充界规划、推广界规划草案及参与三次扩张相关事务等。1918年，天津英租界合并管理时，天津英租界工部局代理建筑师亨利·麦克卢尔·安德森向天津英租界工部局董事会提出统一规划方案，被称作“安德森规划”，英租界工部局在此方案的基础上组织实施，奠定了天津英租界的空间基础。
天津英租界规划与市政建设成功原因，一方面，英租界的建设和开发得到了英国技术、人才和装备支持，引入先进的城市规划理念。英租界的开发注重城市规划，每一次扩展都配合着一个新规划案，欧洲城市规划的实践和新理念随之被直接引入到租界建设中，如功能分区、街区划分、“田园城市”理念都影响了推广界规划。其次，天津英租界的三个规划均由英国工程师制订，并由英租界工部局负责实施。最后，1930年代开始，为了提高吹填效率，英租界工部局自行出资购进了一批船舶设备，这些船舶之后留在天津德租界内的海河工程局，继续在其他区域的吹填以及河道疏浚中发挥作用。另一方面，市政建设的顺利进行，也离不开各利益相关方的支持，因此也就必须符合其利益诉求。

### 道路

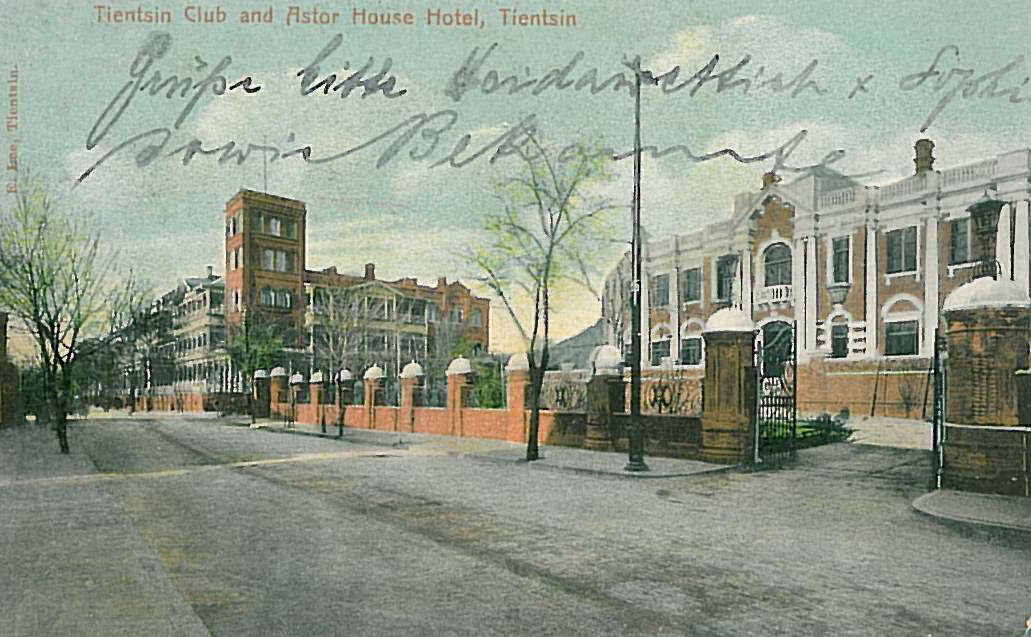
天津英租界维多利亚道

与天津法租界、日租界相较，天津英租界路网布局自由，反映了当时英国流行的田园城市理论思想。
1870年，天津英租界建成了从老海关大楼到利顺德饭店的第一条马路——维多利亚道 (天津)（今解放北路），这也是天津各国租界中修筑的第一条路，与法租界大法国路合成中街。1887年，在英租界董事长德璀琳住宅前，英工部局用碎石块铺设了一条道路，成为天津第一条碎石路，虽然技术并不先进，但与当年一般的土路、炉灰路相比，显然进步了许多。此后，又相继修筑了马场道、海大道（今大沽路）等道路，但都是简陋的土路或碎石路。天津英租界初期规模不大，只有3条南北向道路，即中间的维多利亚道，东侧的河坝道，以及西侧的海大道；东西向道路虽有六七条，但都极短。其中怡和道及宝顺道均以洋行命名。至19世纪末租界扩展以后，陆续建成的街道达到70多条，在推广界马路修筑过程中，筑路材料不断升级，主干道的路宽也不断拓展。其中许多路名以英国本土或属地城市命名，例如新加坡道、剑桥道、爱丁堡道、伦敦道、都柏林道等路。

### 园林景观

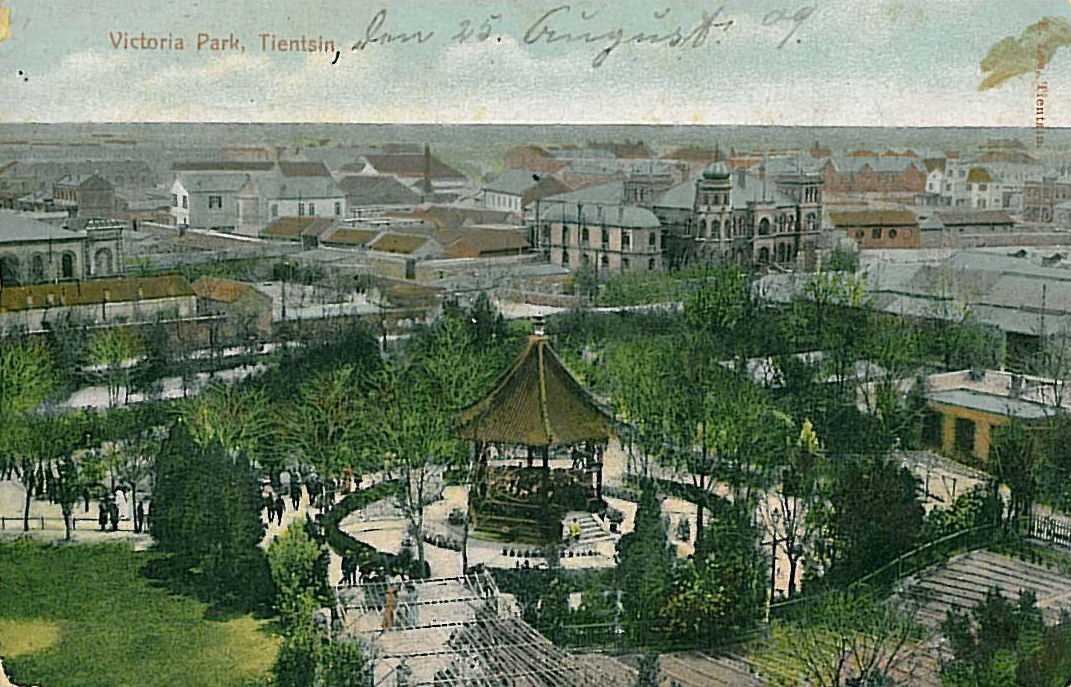
1909年的英租界维多利亚公园

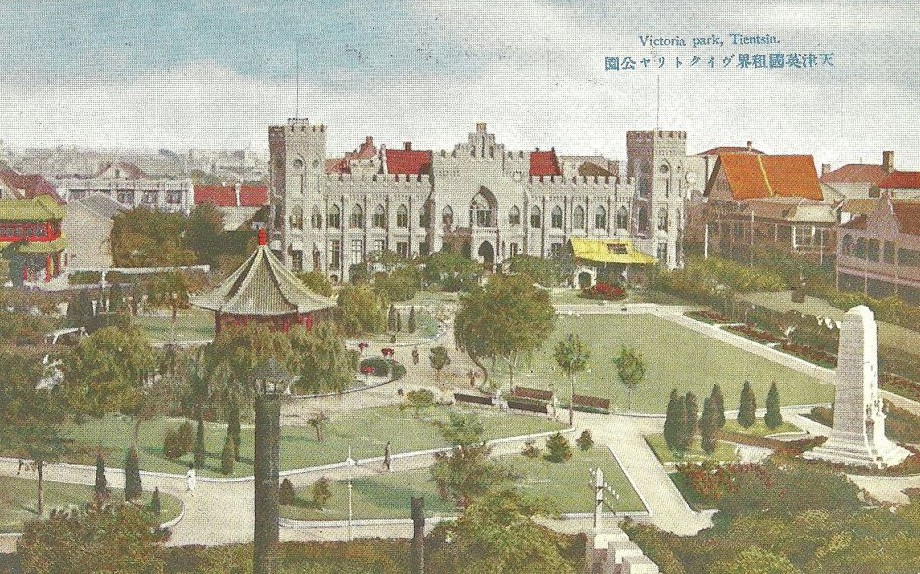
1920年代的英租界维多利亚公园

天津英租界内建设了天津近代最早的公园。天津英租界工部局结合海河清淤工程，对部分泥沼地区进行填筑使之成为城市公园，如天津英租界最早的园林景观维多利亚公园。1887年6月21日，英国女王维多利亚女皇登基50周年之日，该公园正式开放，故称“维多利亚公园”，在当时有“英国公园”的别称。维多利亚公园占地18.5亩，全园规划采取西方传统园林的规则式布局，但在风格方面则具有非常明显的折衷主义风格。其在植物配置，布局建筑和园林管理方面在当时都较为先进，并对天津后世园林的建设产生了深远的影响。
此外，英租界内的公园还有皇后花园、久布利公园、义路金花园等。在推广界的地产开发中，各国建筑师投入建筑设计中，造就了现今“五大道”现在“万国建筑博览会”的城市景观。

### 供水供电
天津英租界是中国最早实现供水供电等市政近代化的地区之一。
天津英租界早有建造水厂的想法，但碍于经费不足而一再搁置。1894年6月，香港爆发霍乱加剧了天津英租界居民对饮水卫生状况的担忧。加之10月的一起火灾，引发了《京津泰晤士报》上长达一年的讨论。1895年9月，租界中最具影响力的八位要人把共同制定的一套供水计划提交至租界工部局，希望能够获准建立“天津自来水厂”（Tientsin Water Works），后者很快把这份计划作为提案在转年年初的租地人大会上提交公众审议。但由于供水方式和水源的选择存在分歧，会议迟迟不能做出决定，相关提案僵持不前。
经过接近四年的筹备、论证，1898年，英商仁记洋行在今保定道与建设路口位置建设了天津英租界的第一家自来水厂——天津自来水厂。1899年1月1日，天津自来水厂正式开闸供水，象征着天津第一套现代工业化供水系统正式运营。天津成为继上海、旅顺两家水厂之后中国的第三家自来水厂。创办人投资19.8万两白银，1898年11月完成铺管工程，次年1月开始投产。后来随着英租界不断扩大，1923年1月，英租界工部局收购了这家自来水厂并改组为“英租界工部局水道处”。1925年，因当时的海河水污染严重，英租界工部局在扩建水厂的同时，开始用深井产水的尝试，提高了出水的水质。截至1941年2月，英租界工部局水道处下属自来水厂有巴克斯道机厂、达克拉道机厂、皇后花园机厂和河坝进水机厂等四家自来水厂。四厂总生产能力为河水1,363立方米，井水11,818立方米。在该处管理期间，共铺设供水管道5.57公里。英租界总面积为3.7平方公里，供水管道每平方公里为14.58公里，普及率几乎达百分之百。当时墙子河西住宅建筑虽不多，但均已在铺路之前埋设了供水管道和消防栓，可以做到基础设施超前施工。1941年，太平洋战争爆发后日军接管了英租界，天津自来水厂改名为“天津市自来水管理处”。
1906年起，天津英租界自可以供应电力。英租界工部局委托仁记洋行集资25万元，在黄家花园一带，建立一个小型直流发电厂。1923年自装1,000千瓦汽轮发电机两台，改为交流供电。电灯厂刚开办时，实际接线的用户的负荷总数大概刚好1,000千瓦。到1936年，该厂发电总容量增长为7,000千瓦，供应范围为除英租界外还向天津德租界供电。

## 经济

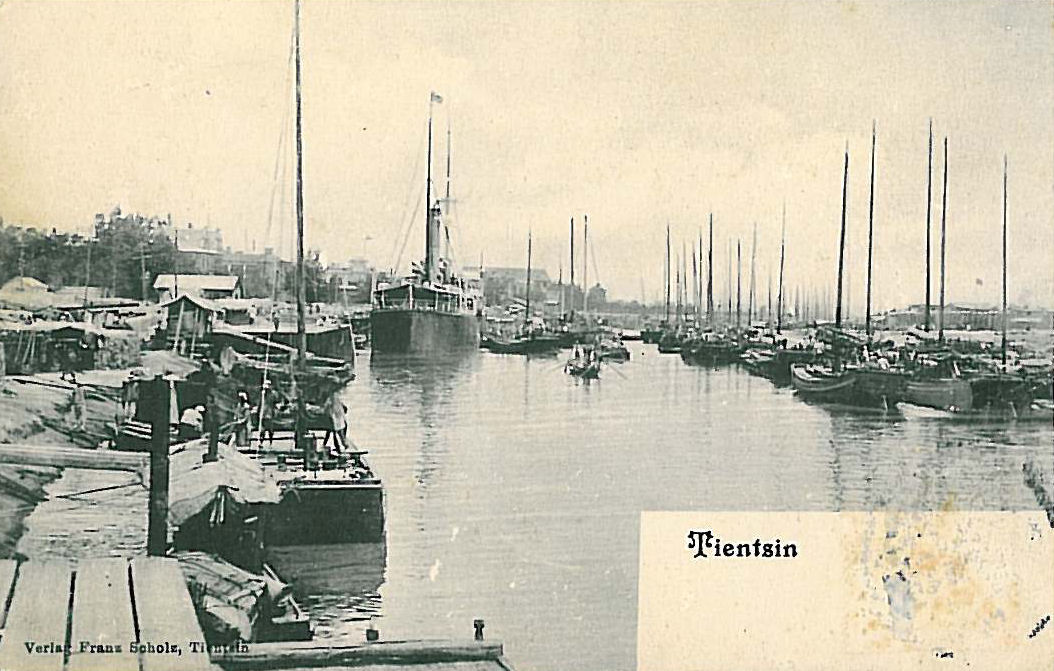
1900年代，天津海河航运照片

由租界发起的基础设施建设，解决了集中供水供电、道路桥梁、公共交通、商业及住宅建筑等城市生产和生活的基本问题，为中外资本提供了适宜的投资环境。因而天津英租界的经济日渐繁荣，天津当地的经济重心也由华界的天津老城逐渐转移至英租界。由于英租界积极疏浚海河，修建码头设施，天津三岔河口的航运中心的位置也逐渐被英租界取代。1937年前后，天津483家较大的洋行，有404家集中于英租界。包括天津英租界在内，在华的各国租界中英租界大多繁荣兴盛，而原因是多方面的。第一，英国是当时国力最强盛、商业最发达的国家，在很长的时期中它与中国的贸易额占中外贸易总额的绝大部分。因此，来华的英国商民人数众多、财力雄厚，在一开始就有足够的金钱来向本国租界投资。第二，由于英租界大多开辟最早，天津英租界也不例外，是天津九国租界中最早开辟的。因此，英人往往可以选择有利于贸易发展的地段作为租界的界址。第三，在各地英租界开辟之际，其他外国租界屈指可数，而九江、镇江等地则始终只有一个英租界。即使在天津，虽然法租界几乎与英租界同时划定界址，但法租界则是在划定约二三十年后才具有规模。

### 航运与贸易

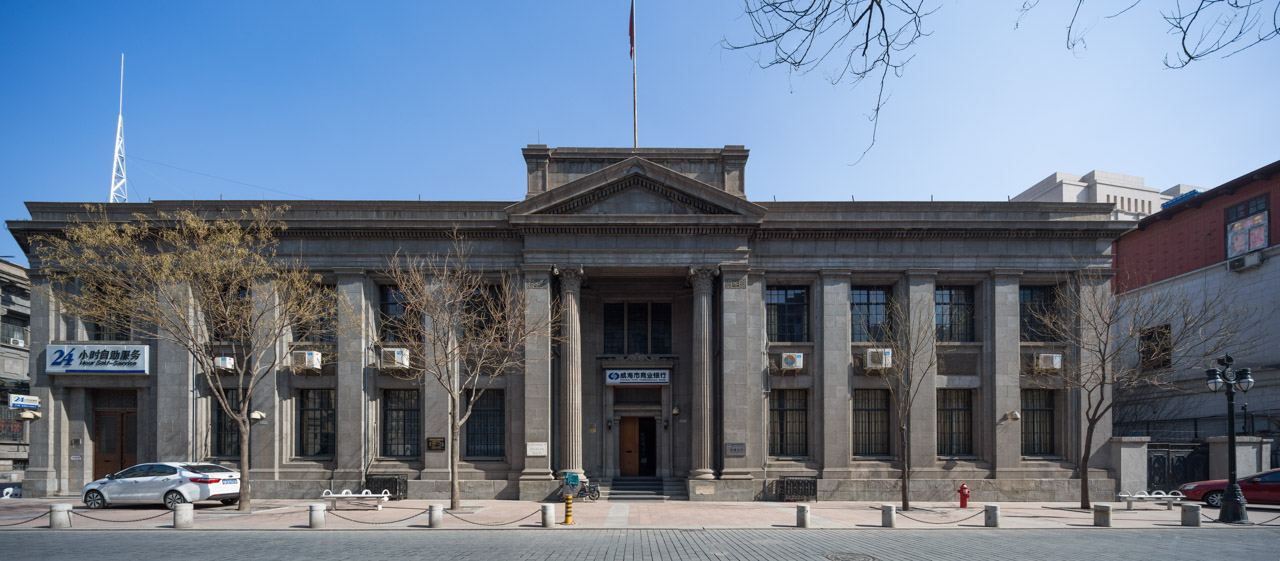
英租界怡和洋行是天津各租界内最具实力的进出口贸易商

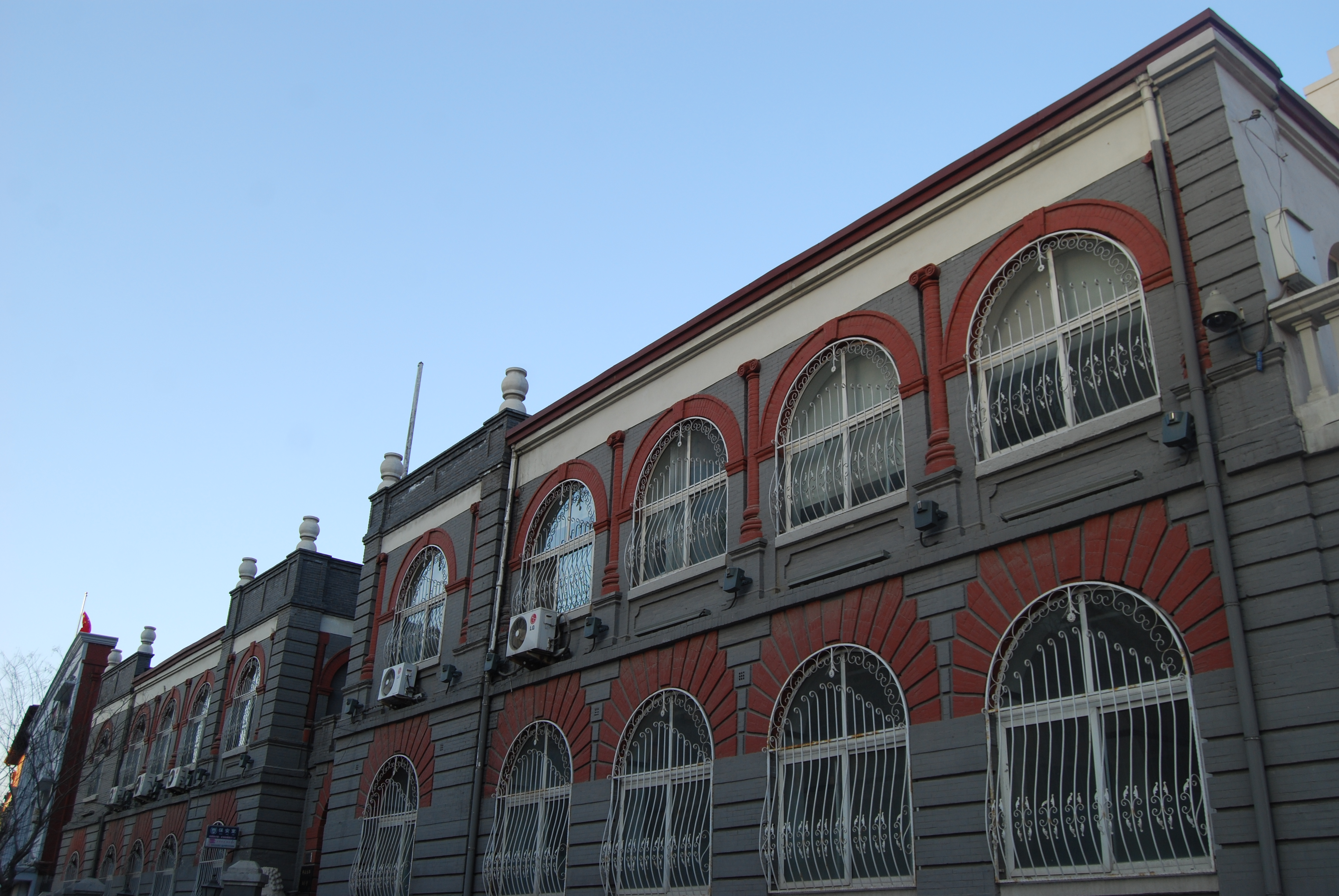
英租界太古洋行

天津英租界设立伊始，商业不是十分兴盛，天津地区的港口为内贸为主，随着开埠逐渐转为外贸港口，码头也逐渐由三岔河口一带迁移至天津英租界的紫竹林码头。1870年，天津教案发生后，外国人及洋行纷纷因为安全因素从天津城厢迁入租界，各类贸易活动在英租界内聚集，促进了英租界的早期发展。同治十一年(1872)三口通商大臣裁撤后，紫竹林港区的外贸与关税完全由英国人控制。
随着进出口贸易的发展和天津英租界环境的不断改善，从事贸易的洋行数量逐年增多。1937年前后，天津483家较大的洋行中，有404家设立在英租界内。其中，英国在开设的各类洋行达68家。在天津英租界的英商洋行经营范围广，涉及范围从鸦片到各种机器、军火，因此英商洋行在进出口贸易方面，长时间处于主导地位。其中，英商的怡和和太古两家洋行垄断着天津的航运事业并在英租界河坝设有专门的码头和仓库。

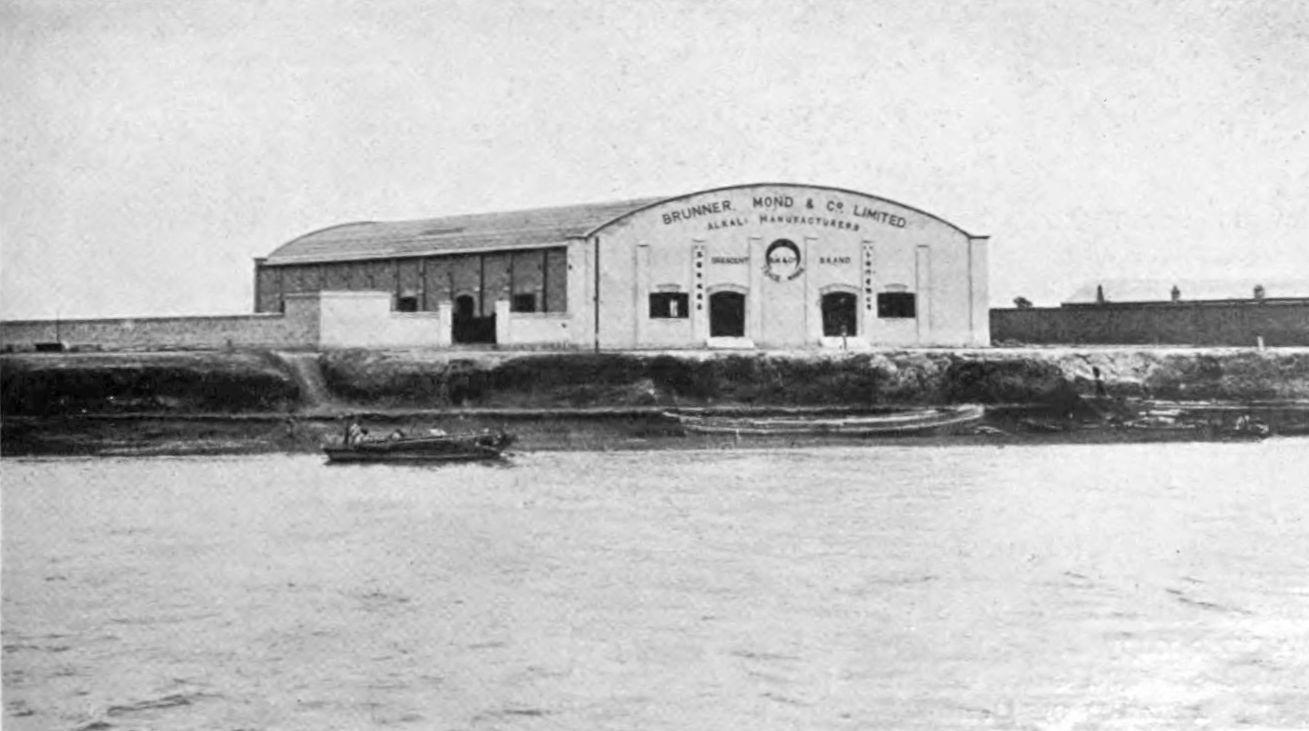
英商卜内门洋行洋行在天津的仓库

当时，天津英租界界内比较著名的洋行有：高林洋行、怡和洋行天津分行、太古洋行天津分行、新泰兴洋行、仁记洋行天津分行、安利洋行、永丰洋行、永昌泰洋行、亚细亚火油公司天津分公司、永盛洋行、保禄洋行、英瑞公司等。
1937-1943年间，日军控制天津地区，部分洋行逐渐从英租界向日租界聚集，在天津形成了“英租界中街-日租界旭街”双中心格局。

### 金融业

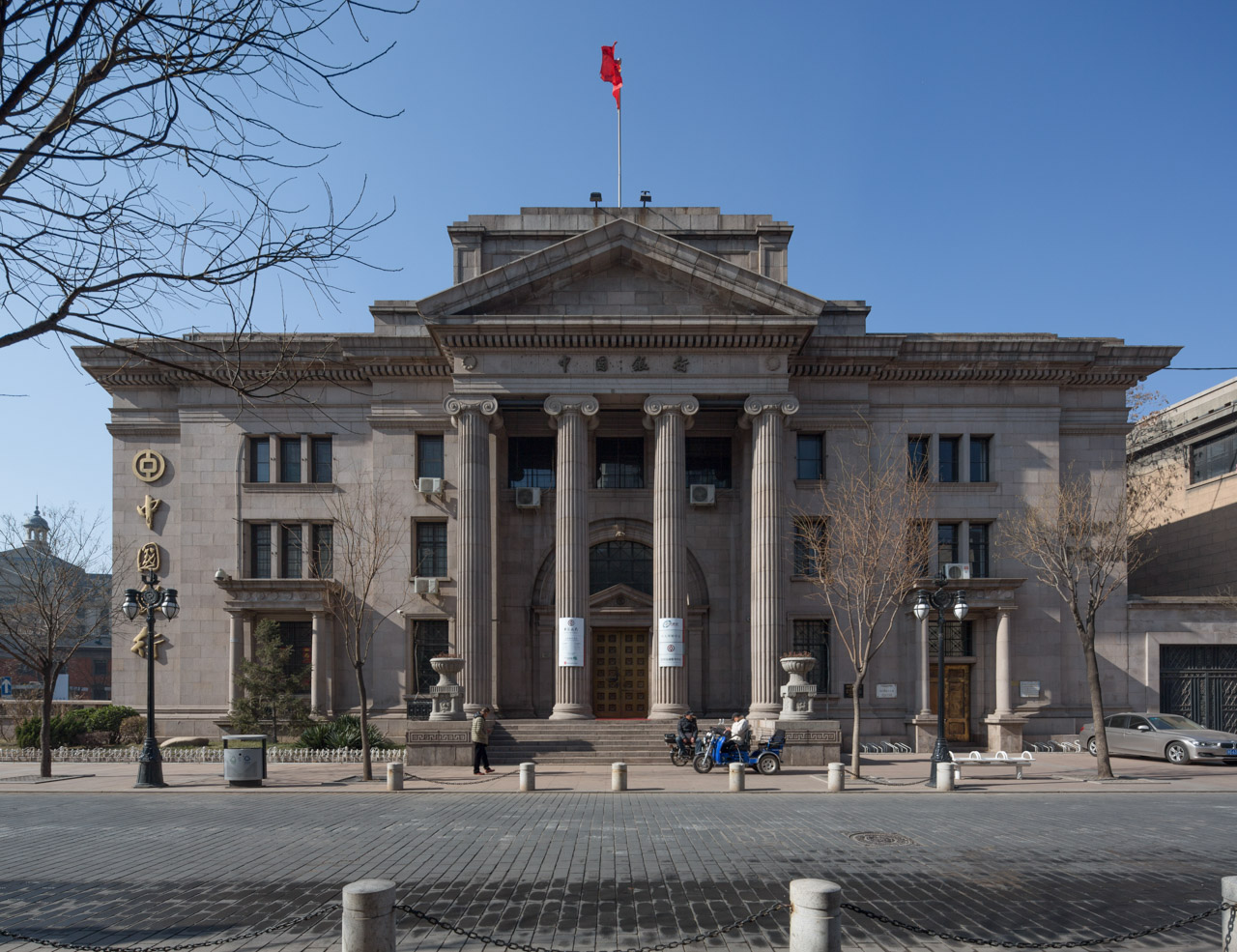
汇丰银行天津分行是天津租界内第一家外资银行

天津英租界作为天津银行业的集中地之一不仅聚集着众多的外国银行，也集中了许多的华资银行。在当时各国租界中，天津英租界贸易发达、经济繁荣，行政制度和市政管理也较其他租界先进，因此，当时的外国银行多集中在天津英租界的维多利亚道。
1882年，汇丰银行天津分行天津分行在天津海关对面天津英租界成立，是最早在天津英租界设立的外资银行。1923年，汇丰银行在英租界中街（今解放北路）购得高林洋行的一块地皮修建新行。
作为外国对华借款的核心银行，汇丰银行获得了对华关税、盐税的管理权。天津作为京城的门户和北方商贸重镇，汇丰银行天津分行的地位一直高于其他分行，其经理均以总代表的身份常驻天津。汇丰银行天津分行成立后，天津的外汇市场价格即以汇丰银行的牌价为准。天津外汇经纪人以汇丰银行天津分行为主席的“外商国际汇兑银行公会”指定。在汇丰银行的操纵下，另设有外汇经纪人公会，垄断天津的外汇市场。1899年，横滨正金银行天津分行在天津利顺德大饭店内开办，1926年，在维多利亚道建设了具有古典主义风格大楼作为分行新址。
在各家外资银行之中，汇丰银行天津分行地位最高，该行自1882年在天津成立以来，其资本总额一直处于天津各外资银行之首。1934年时，其一家银行的资本总额占外资银行总资本的18%。
此后，麦加利银行、华俄道胜银行、德华银行、花旗银行華比銀行等相继在天津英租界设分行，到1927年，在天津英租界等租界内开设分行的外资银行已达13家。由中国资本创办的银行大多设立于天津法租界或华界。而1919年由北洋政府财政部筹办创办的中国实业银行，于1921年选址并迁入英租界。
中国抗日战争爆发后，日本占领天津，汇丰银行天津分行在天津的业务地位逐渐被日本横滨正金银行天津分行所取代。1938年春夏之交，天津英租界内的银行业成为中国政府与英、法、日等国家角力的焦点。为避免留存于天津英、法租界的巨额白银被日本窃夺，中国方面展开以英国为主的对外交涉。因国民政府最高决策者蒋介石对天津租界存银问题关注不够，直接从事对英交涉的外交部与主管货币银行事务的财政部未能充分沟通和融洽合作，加上英国为维护自身利益，不顾中方反对，对日采取妥协退让政策，进而影响法国也向日本作出同样让步，中国存银最终被日本监控并攫夺。1941年，太平洋战争爆发后，汇丰银行天津分行在英租界的资产被日本没收，业务停止直至1945年后恢复，1954年正式撤出中国。
除银行业以外，随着贸易的发展保险业也进入天津。1843年，天津开埠前，从事进出口贸易并代理保险业务的仁记洋行第一个来天津设立机构，代理公律冠冕和巴勒等保险公司业务，将近代保险业代入天津。1861年，天津英租界设立后，怡和洋行保险部开业，专门代理英国裕仁、联盟、环球等保险公司业务。随后，太古洋行等也代理多家保险公司业务。

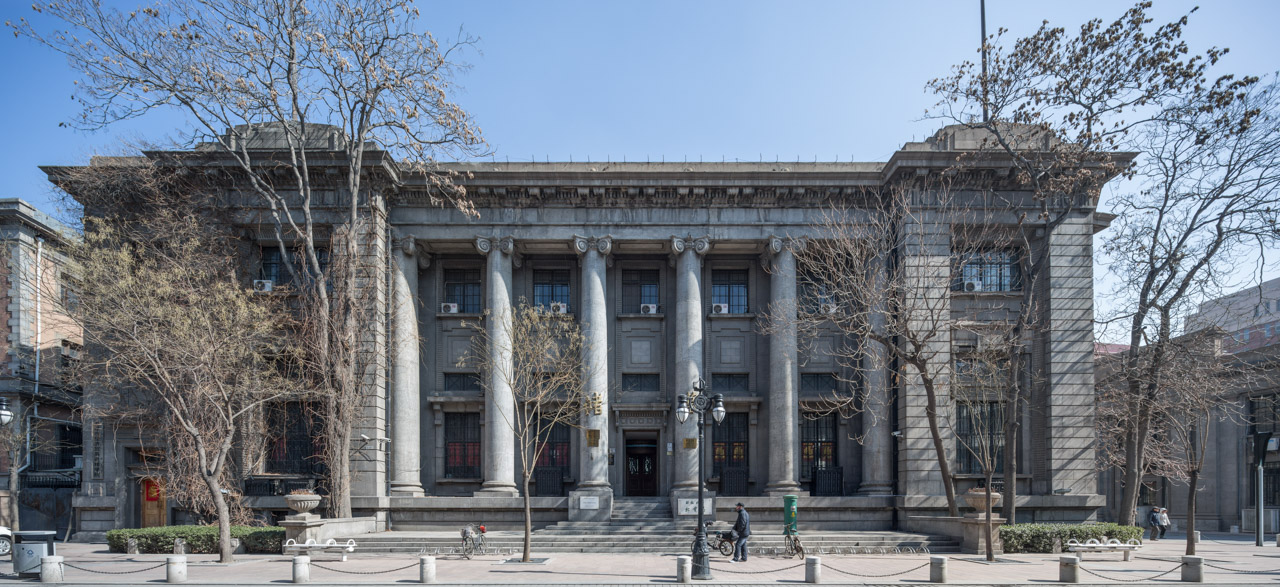
麦加利银行天津分行
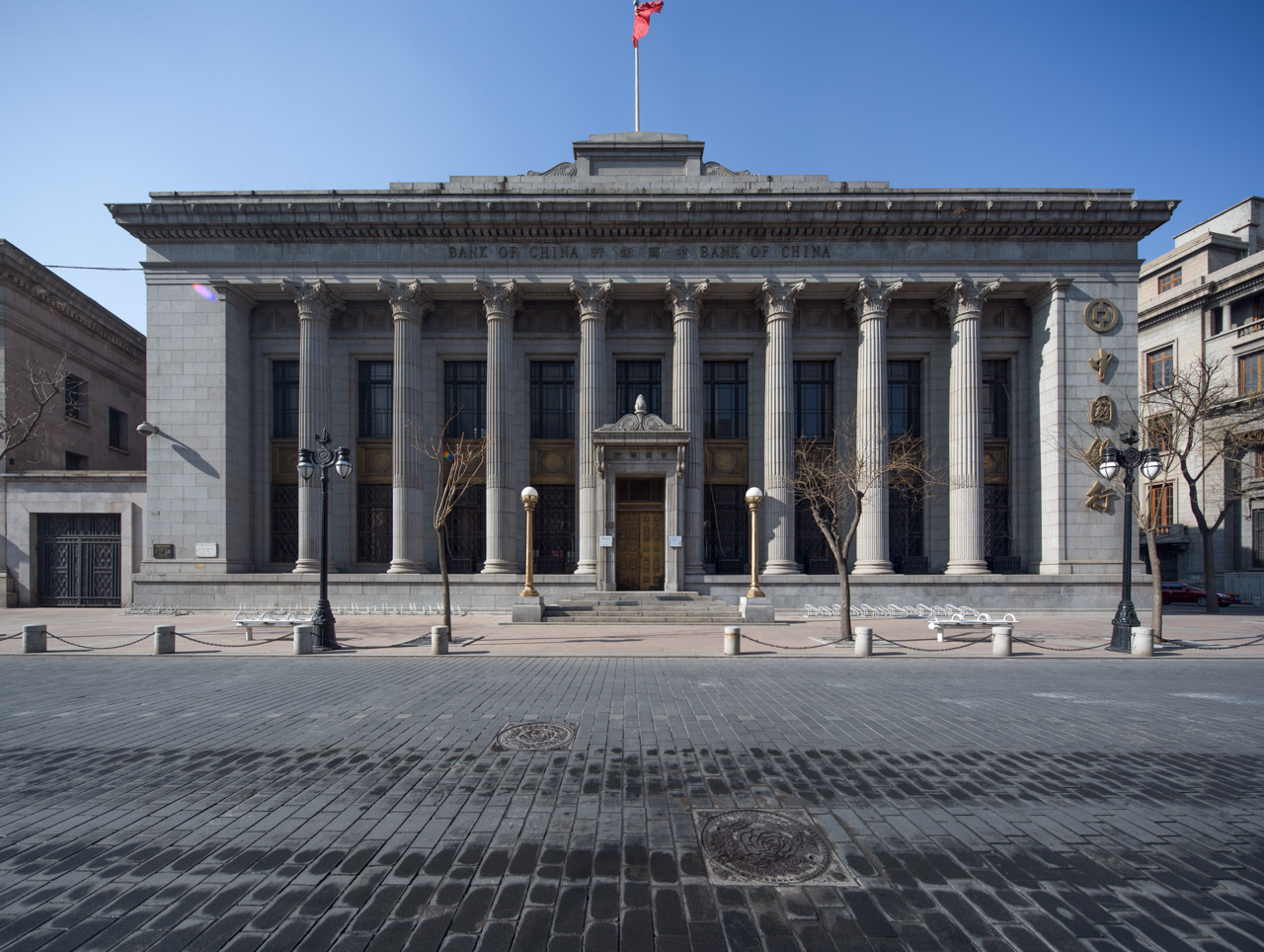
横滨正金银行天津分行
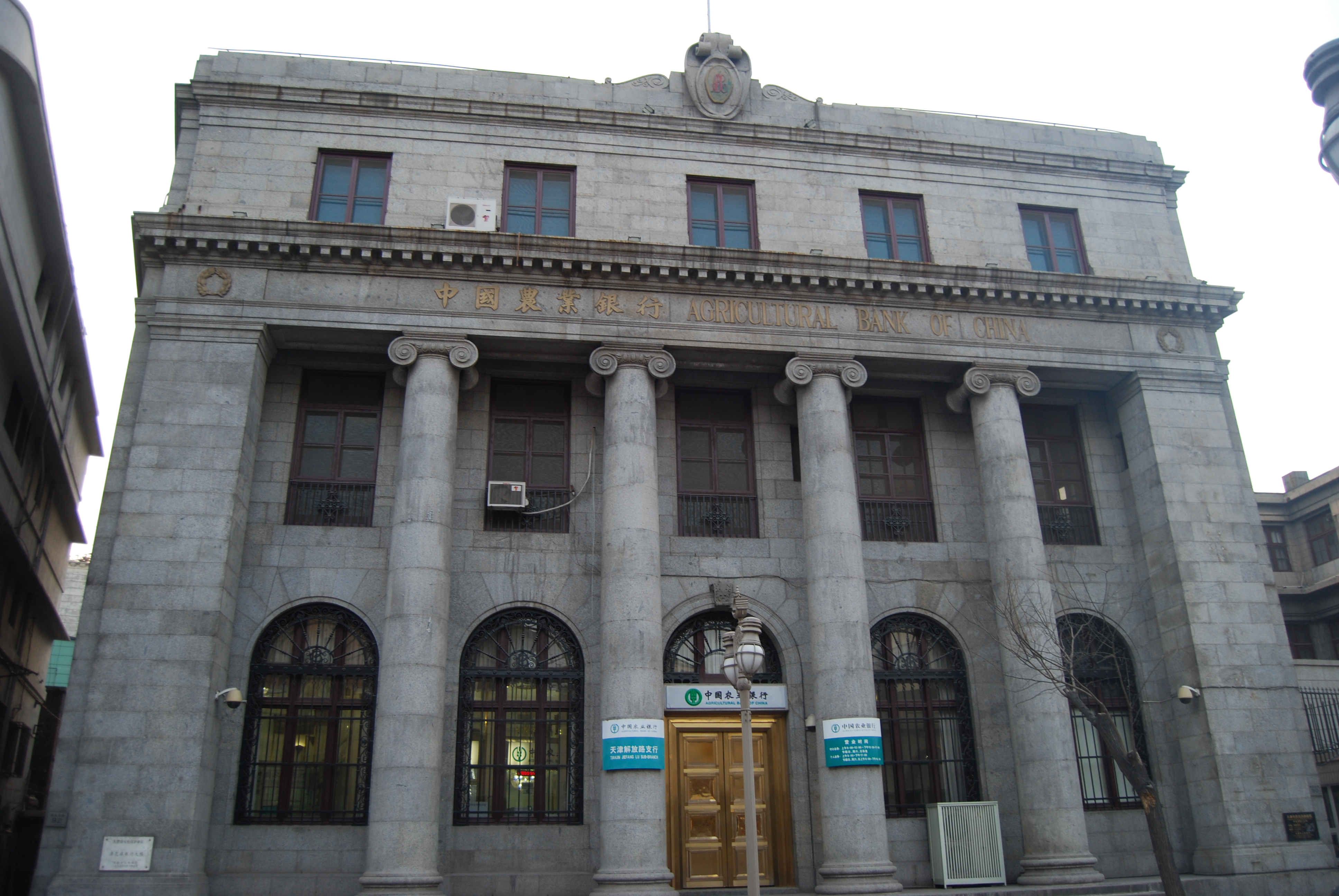
花旗银行天津分行
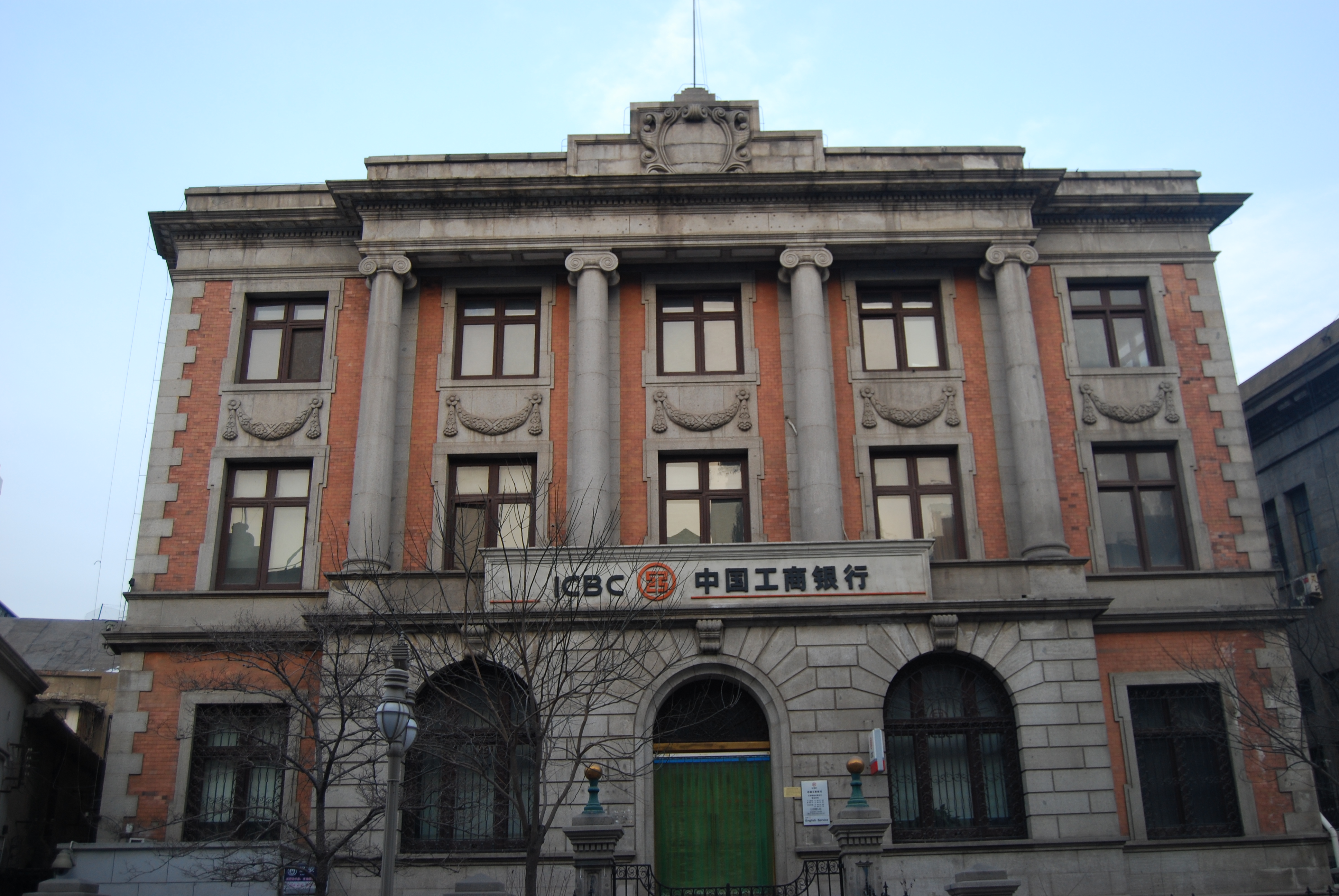
天津四行储蓄会

### 工业

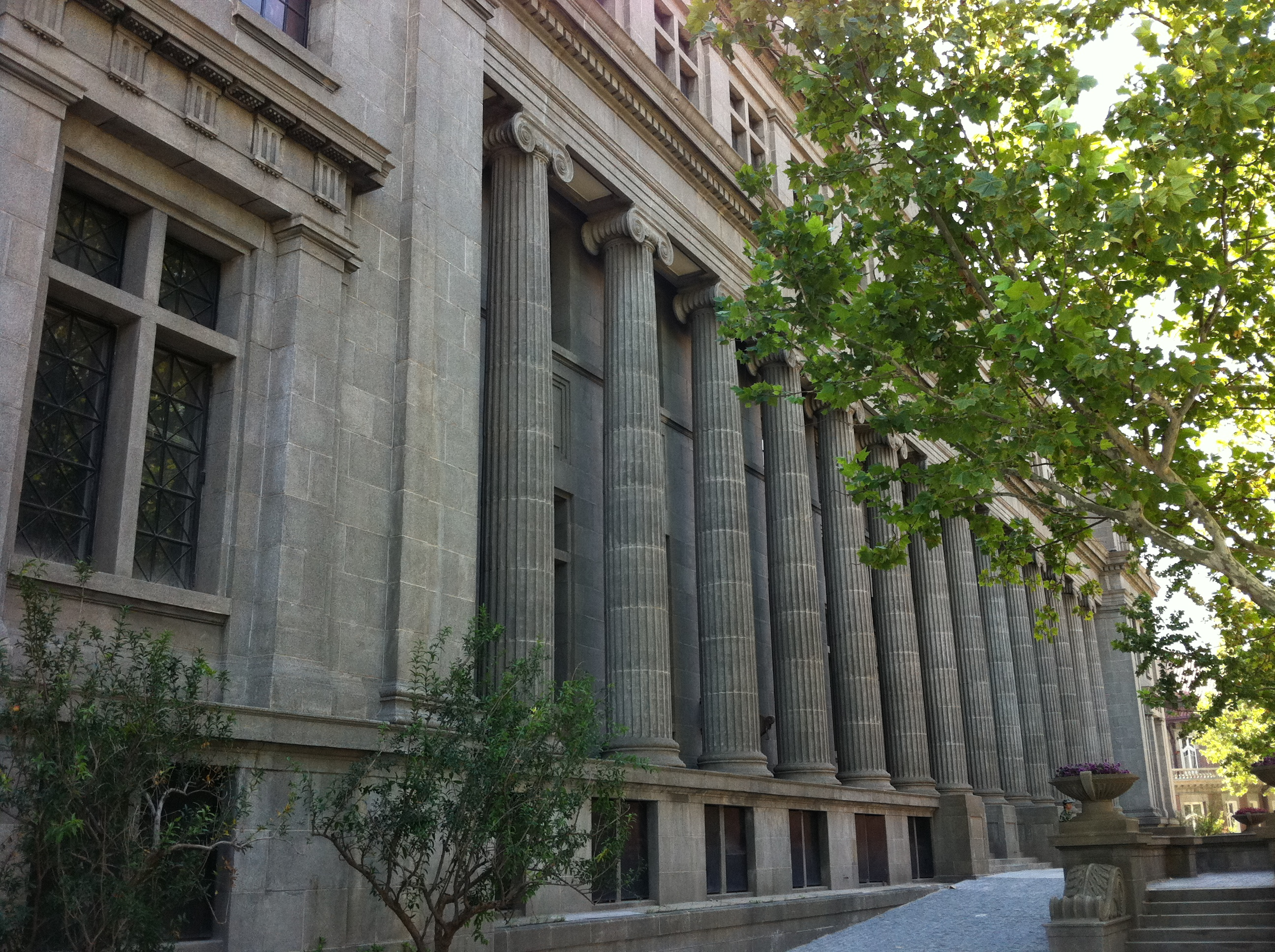
1922年英租界内建成的开滦矿务局总部大楼

天津英租界的工业最早是伴随着服务于商业贸易而诞生的，一些是为进出口贸易服务的驳船、包装企业，一些是为天津英租界居民服务的供水供电企业。
1871年，外国资本获准在天津经营航运业务，须经清政府规定试办年限。1874年5月，英商集资在天津英租界河坝道兴办的大沽驳船公司，是在天津最早经营的近代外资企。1889年9月，大沽驳船公司改组为股份有限公司。截至1931年前，整个天津海河的驳运事业均有天津英租界的太古洋行所属的天津驳船公司以及大沽轮驳公司两家英国公司垄断，这一局面直至1929年天津金城银行设立的华商天津航业公司在1931年开辟第一条航线才改变，香港特首董建华之父、航运巨擘董浩云最早即在此做学徒进入航运业。
服务于日渐繁荣的对外贸易，除航运驳船业以外，包装业成为英租界里最早出现的外资工业，包装业是与进出口贸易有密切联系的工业。天津从贸易外国洋行都附设有打包厂，如：高林洋行打包厂、德隆洋行打包厂、世昌洋行打包厂等。
随着天津英租界的不断发展，其工业种类和数量也不断增加，在食品工业方面，天津万国汽水股份公司、屈臣氏药房制冰厂、心乐冰厂、华北饮水公司、米各士公司、美国制乳厂相继在天津英租界界内成立。在卷烟工业方面，坐落于英租界的英美烟草公司天津公司、高林洋行卷烟厂一直垄断着华北地区的卷烟市场。在纺织工业和机械工业方面，海京洋行毛织厂、华士洋行绒毡厂、车轮公司、东方机器工厂、拔柏葛锅火炉公司、泰民电机厂、捷隆汽车行、美最时机器公司、西门子电气厂相继在英租界内设立。
此外，天津英租界里的华资工业出现于1870年代末，多为当时一些参加洋务运动的官僚投资兴建而成的，其中包括面粉、机器修配、织呢、地毯、毛纺等工业。1886年，天津英租界内开办了万顺铁厂。其他规模比较大的有北洋织绒厂、仁立毛纺厂、东亚毛呢纺织股份有限公司等。

### 商业

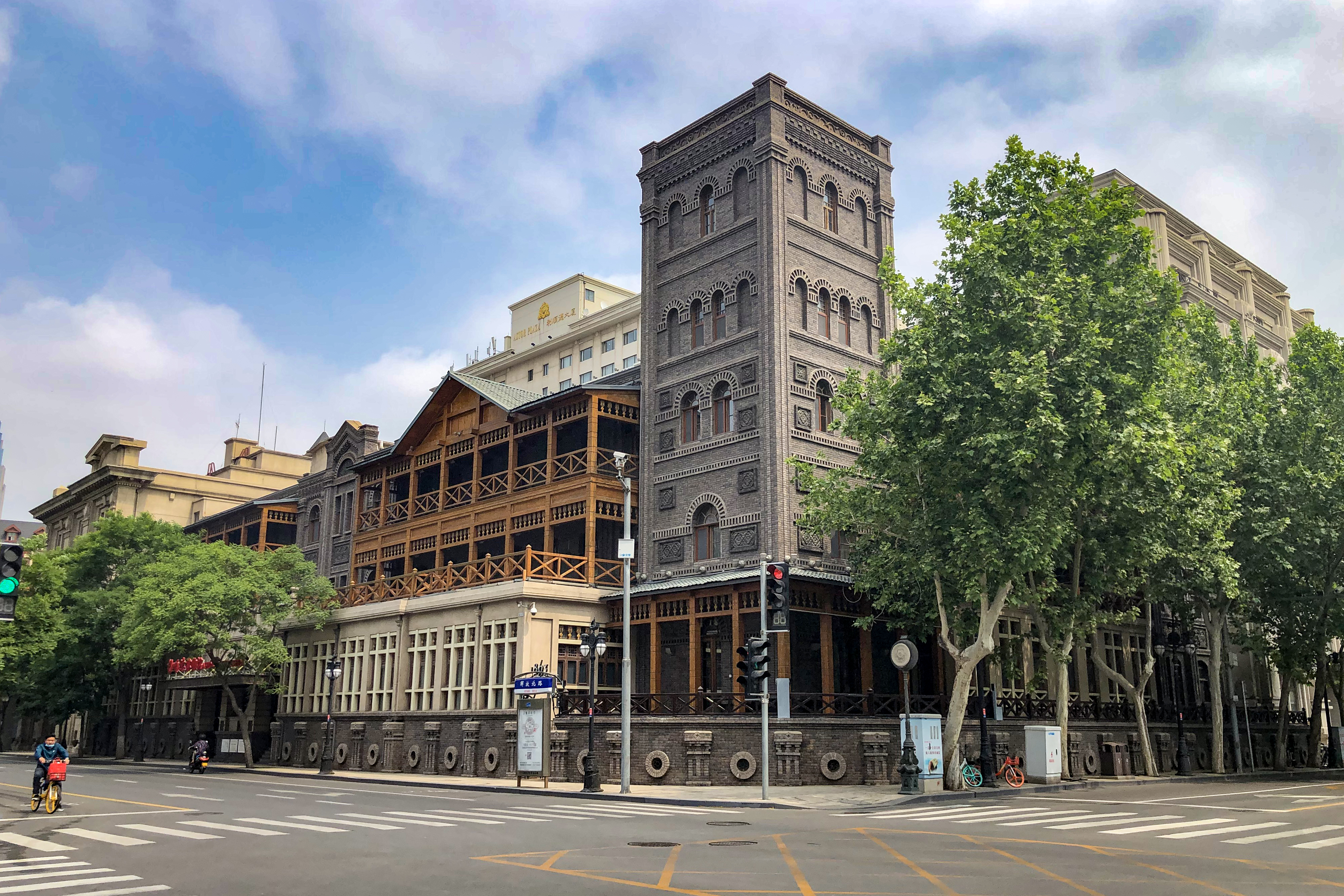
利顺德大饭店

天津英租界拥有两处商业聚集区。一处是东南部边缘的小白楼和中部的黄家花园，另一处是小白楼商业区为白俄聚集区，开设有众多服务于各国驻军的酒吧、舞厅、西餐馆、服装店、美容店等，俄国色彩浓烈。而天津租界早期的餐饮、酒店等服务业多集中于英租界。1863年春天，在天津传教近两年的英国籍牧师约翰·殷森德（英語：John Innocent）用传教得来的布施纹银600两，和女王的驻津代表吉布逊签订了一份转租土地的皇室租约在天津英租界内购地6亩，雇用民夫在土地最南端建造了瓦楞铁顶英式平房，作为货栈、洋行、旅馆和饭店之用殷森德按照自己姓氏的中文译音和孟子“利顺以德”的双关，把饭店命名为“利顺德饭店”。19世纪90年代前后，天津英租界已出现弥纳客店、施磨斯客店、兰士颠茶点店等西式餐饮、服务行业。
除利顺德外，较为著名的有餐厅、饭店及娱乐场所还有皇宫饭店、泰莱饭店、英国乡谊俱乐部、维克多力餐厅和西湖别墅等。

### 房地产

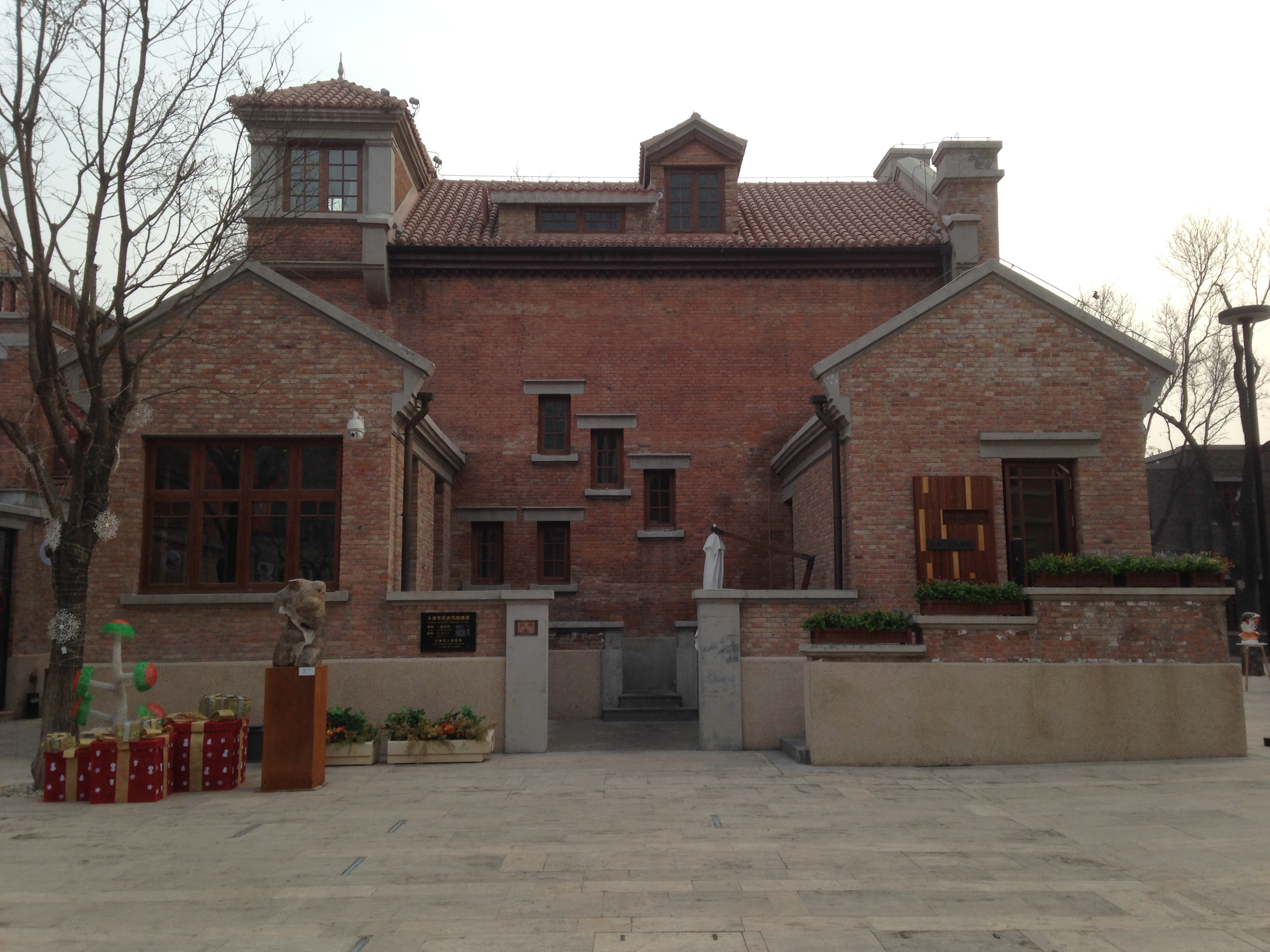
天津英租界内第一家经营房地产的机构英商先农股份有限公司的自用住宅

英租界划定之后，曾由英国工兵上尉查理·乔治·戈登进行勘测和初步规划，并绘制成地图，同时把租界内的土地划分成可供独立开发的土地地块，供私人开发。然后由英租界当局出售租约99年的《皇家租契》。与此同时，英国驻津领事还制订了一个“临时规章”，规定凡是“皇家租契”的持有者，有权参加天津英租界的选举。
19世纪末期，天津英租界的土地、房屋买卖，只是洋人、官僚、买办相互之间的私下交易，双方从中获利。与租界内的土地开发不同，房地产经营大多是私营机构。1901年设立的英商先农股份有限公司是天津英租界内第一家经营房地产的机构。
20年代至30年代初期，随着租界基础设施的逐步完善，同时为了躲避战乱，寻求庇护，中国的商人、企业家、买办、军阀、官僚、政客等争相在租界购地建房，置产兴业。这股热潮致使天津英租界在1913至1923年间，地价又每亩由300两银涨至3,000两。英租界的推广界更是成为云集各届名流的高级住宅区，日后这里成为五大道历史风貌街区。
- 曹锟旧居
- 天津庆王府
- 颜惠庆故居
- 张自忠故居

## 文化

### 教育

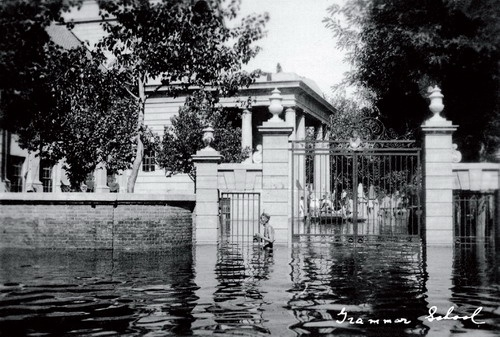
1939年天津水灾中的文法学校

在教会和租界华人的影响与参与下，天津的近代教育蓬勃发展。天津英租界作为天津租界中最繁荣租界，在教育方面的成绩更是天津近代教育的一个缩影。
1905年，天津英租界内英国侨民捐款在天津英租界工部局赠与的地基上创办了安立甘教会学校，宗旨是“以英语为媒介，促进驻津英语母语儿童的教育。”1918年春，教会学校被移交给天津市英租界工部局接管，从此学校被称为天津英国文法学校。1911年，北洋女师范学堂状元、毕业生汪芸在英租界内创办了天津私立竞存女子学校，是天津第一所女子小学。

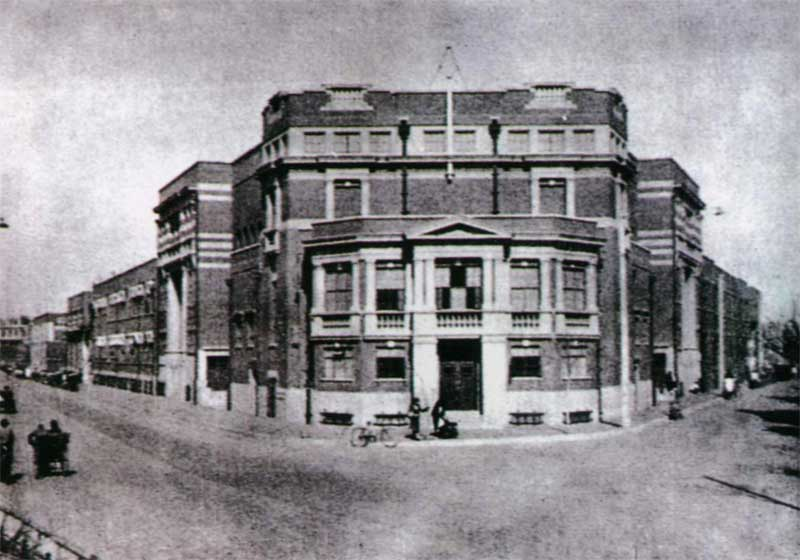
1927年创办于天津英租界的耀华学校

英租界内公共财政向英国侨民教育倾斜引起华人纳税人的不满。1926年1月20日，时任天津英租界工部局华人董事的庄乐峰“会同陈巨熙，致函英工部局，建议对于英租界华人应有学校及医院之便利”“英租界向界内华人征收税款，理应用此做一些诸如兴办教育等有益公众的事”，后经英租界董事会商议，“英人学校，系由旅津英人募款建立，华人如能募集捐款当能照办”。英租界工部局也同意划定校址，从英租界登记的房地捐税中按每万元抽一角八分的标准拨给建筑费及平时经费，并定名为“天津公学”。庄乐峰遂奔走募款，“卒于民国十六年募集热心同志捐银数万元”，在1927年6月建立天津公学，并聘请北洋大学学监王龙光为首任校长，校址位于戈登路（今湖北路），是一所英式的私立精英学校。创办次年由于学生日增，庄乐峰向英租界工部局提出划地扩建的要求，觅得墙子河畔一片53亩的洼地学校扩建的新校址，并聘请英国建筑设计设计建造了一座中西合璧、设施齐全的学校，后迁至墙子河畔的现址。袁世凯称当时天津“学堂林立，成效昭然，洵为通商各属之冠，中外士庶，靡不称赞”。

### 传媒

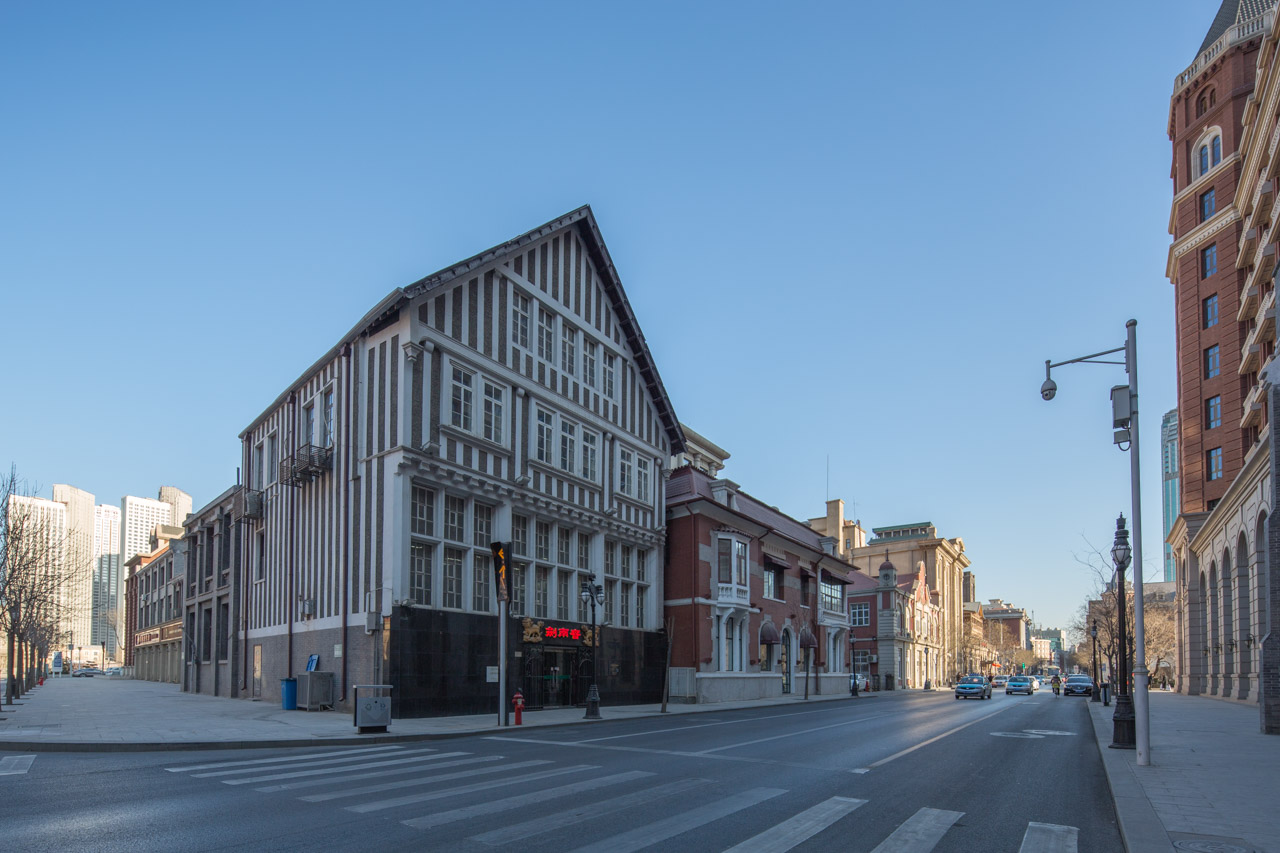
天津印字馆大楼，1894年开始开始印制英文版的《京津泰晤士报》

在租界的教会和华人推广教育的同时，由洋人创办的报刊杂志也纷纷涌现，报社大多位于英租界和法租界。1886年11月6日，英籍德人德璀琳在天津英租界内创办了天津第一份报纸《中国时报》。这份报纸最初为英文周刊，撰稿人多为如丁韪良、丁家立等精通中国文化的传教士，最具特色的是其专门翻译刊登中国的新闻、上谕以及“其它一些任何中国报纸都无法与之相比的消息”，在当时被称为“远东地区最好的报纸”。1894年3月，英国建筑师裴令汉（William Bellingham）在英租界工部局的支持下创办《京津泰晤士报》（英語：Peking and Tientsin Times），直至1941年太平洋战争爆发停刊。该报的产生发展促进了天津本地报业的起步和国民思想的进步。随着大量外国侨民进驻天津租界，不少外国人借助天津租界创办报刊，常以《京津泰晤士报》为样板。
到20世纪30年代，洋人在天津创办的报纸达40余种，其中绝大多数办在英、法租界并有教会背景。这些报刊杂志在传播新闻的同时，也起到了开民智的作用。19世纪末至20世界初，随着社会各阶层逐渐认识到开民智的重要性，供市民免费阅读报纸、杂志和书籍的阅报处大量出现。到20世纪30年代初，天津有近30家中外通讯社，发行报纸30余种，总发行量超过29万份，本地发行达18.7万份。如果按当时天津有阅读能力的人计算，日均2.5人就拥有一份报纸。此外，还有多如牛毛的各种小报。
源自天津英租界并繁荣发展的天津报业在阐发政治主张的基础上，也能关注中国的政治变革，比较客观地分析中国社会现实，启迪民智，对中国的西学启蒙和社会转型起到了推动作用。诸如1894年6月，香港爆发霍乱加剧了天津英租界居民对饮水卫生状况的担忧。加之10月的一起火灾，引发了《京津泰晤士报》上长达一年的讨论，进而催生了天津自来水系统的诞生。

### 体育

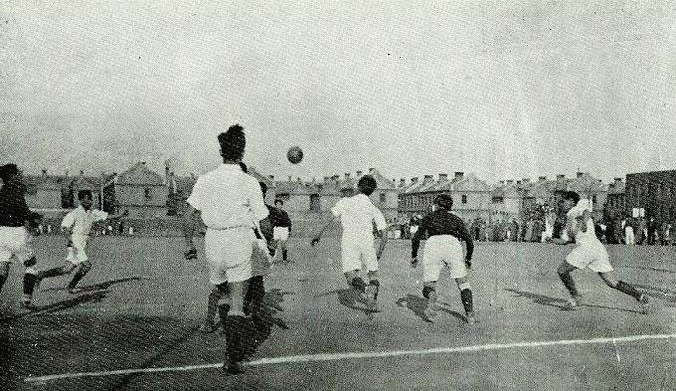
英租界内的校园足球赛

天津租界成立之后，随着英国侨民的不断到来，各种近代体育活动首先在天津英租界得到广泛的开展，各种运动协会和运动俱乐部纷纷在天津建立，天津最早的公共体育场也开始在英租界出现，二十世纪前期，天津英租界成为天津近代体育运动的中心。
1864年，英国基督教伦敦会在津创办了养正书院，爱好足球的英籍教师在学生中推广足球活动，并常临时组队与英军进行比赛。1924年，出生于天津英租界的埃里克·利德尔成为第一位出生于中国的奥运会金牌得主。其任教于英租界的新学书院，该校因英籍教师较多，其中不乏足球运动员出身的教师，因此较早引入足球等西方体育项目。天津市第一个足球队——辫子足球队就在该校诞生，曾在华北运动会获得第二名的成绩。此外，耀华中学有男女篮球队、男子排球队、足球队、男女田径队、男女棒垒球队、女子技巧队等多个体育队伍。

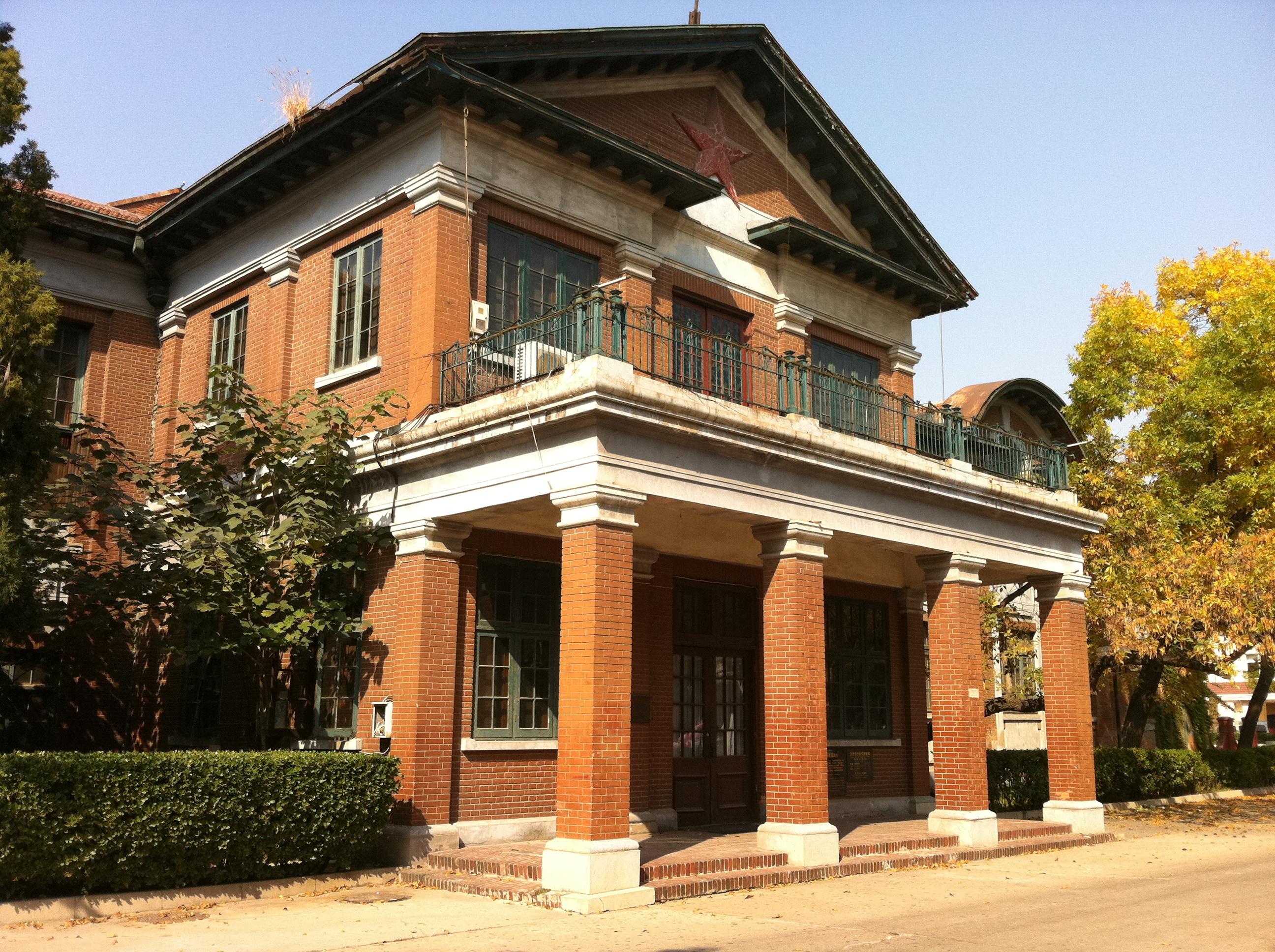
英国乡谊俱乐部

1862年，天津赛马会成立并举行了天津的首次赛马运动，是天津英租界里最早的运动俱乐部。此后，撒纸赛跑会、天津草地网球会、天津妇女草地网球会、天津草地网球协会、天津浮水会、天津冰球会、天津垒球会、天津马球会、天津板球会、天津高尔夫球会、天津青年体育协会和天津业余无线电协会等运动协会相继在天津英租界成立。
在运动场地方面，1895年1月由英租界纳地捐者集资所设俗称为“英国球场”的公共体育场在英租界落成。1925年，天津英租界工部局邀请奥运冠军埃里克·利德尔参与设计天津英租界体育场的改造工程，次年，参考英国伦敦斯坦福桥球场图纸的民园体育场落成，并举办过万国运动会等多项大型赛事。

## 社会

### 人口

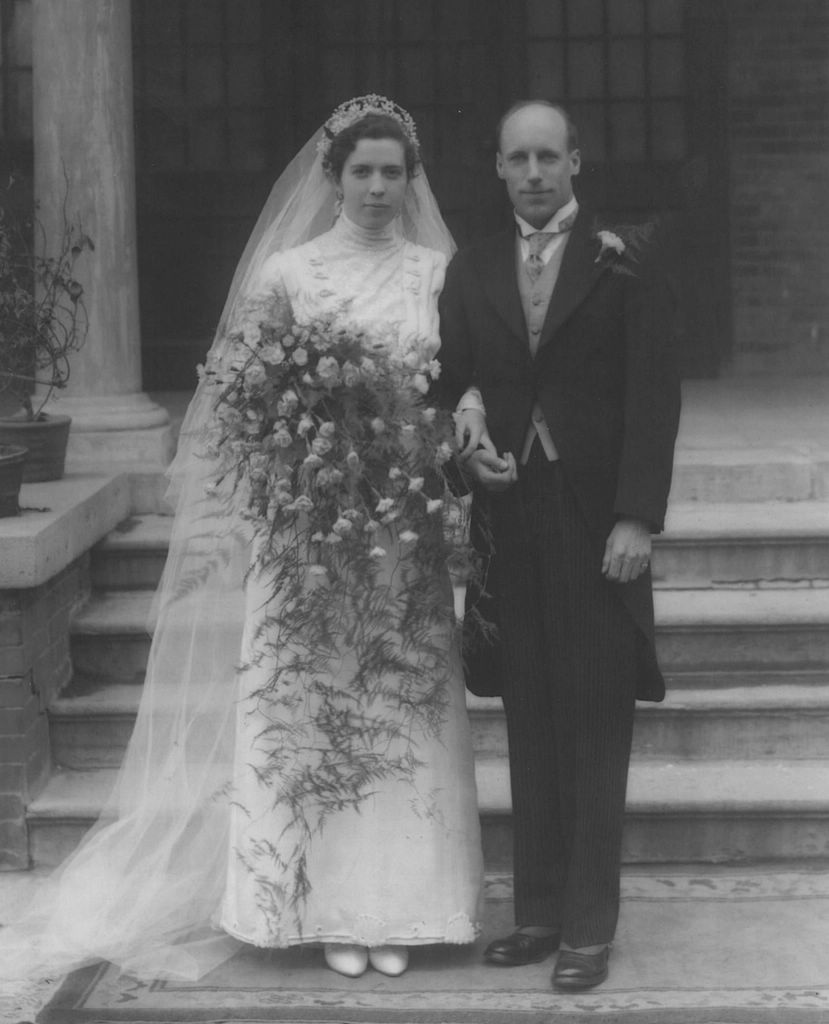
1934年3月27日，埃里克·利德尔在英租界戈登道合众会堂的结婚照

英租界开辟之前，原是一片荒地，并无村落，只有零星散居华人住户，人数不足20人。英租界开辟初期，人口增长速度缓慢。1867年，居住在界内的外国人有112人。到19世纪末，开始有大批外商入住英租界，到1906年，界内外国人总数达到1,970人。20世纪初，大批华人开始进入英租界居住。此后人数继续增加，到1938年外籍居民已达到4,728人。1937年七七事变后，天津华界大批居民移居到较为安全的英租界，以至到1938年，天津英租界的人口猛增到76,815人，其中华人72,087人。到1942年太平洋战争爆发后，已无英美侨民居住，除回国者，均押往山东潍坊乐道院——日军关押大批英美侨民的潍县集中营（Weihsien Internment Camp）。
出生于天津的英租界居民埃里克·利德尔在1924年巴黎举办的第八届夏季奥林匹克运动会上获得田径400米跑金牌和200米跑铜牌。此外，曾经在天津英租界寓居过的各界名流有：原英国军官、苏丹总督查理·喬治·戈登，天津英租界董事长德璀琳，美国总统赫伯特·胡佛，庆亲王奕劻长子，農工商部尚書载振、中華民國外交家顾维钧，北洋直系軍閥領導人孙传芳，國民革命軍二級上將、原天津市市長张自忠，直系军阀首领、第六任中华民国大总统曹锟和中华民国國務总理颜惠庆等。1923年6月，时任中华民国大总统黎元洪曾宣布将北洋政府迁往天津英租界，使这里一度成为中华民国大总统及政府所在地并于晚年寓居于此

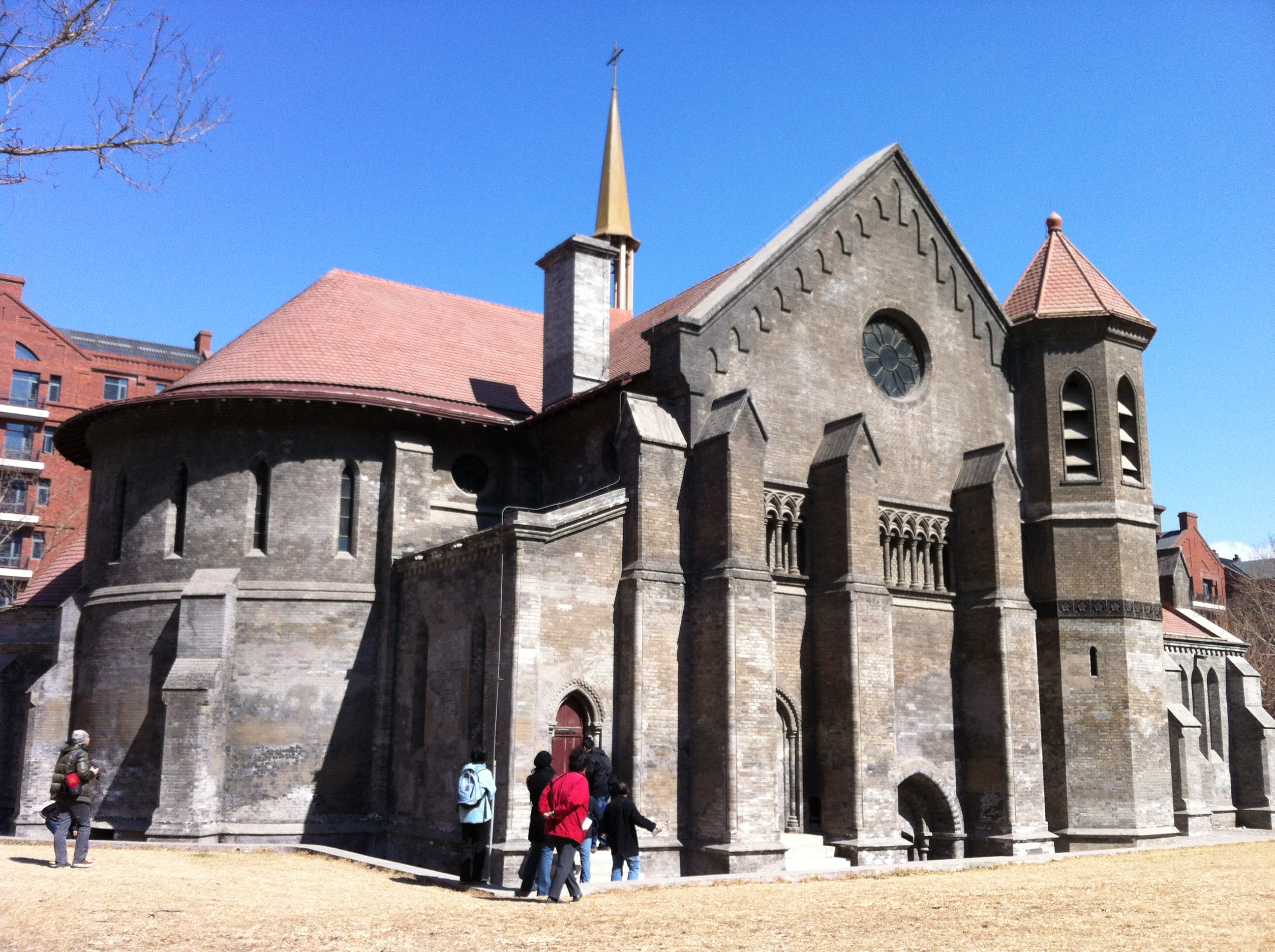
天津诸圣堂

### 宗教
在天津英租界内，集中了几座服务于外国侨民的宗教场所，包括英国国教圣公会教徒的诸圣堂；英国各个非国教教派教徒联合使用的合众会堂以及犹太会堂。1937年，循道公会在英租界伦敦道（今成都道201、203号）设有圣道堂，但迟至战后租界交还后才完工。
在教会组织方面，自天津英租界开辟以后，圣公会华北教区主教决定成立直属英国国外布道会和圣公会华北教区主教领导的天津英国教会，该教会是一个在中国境内的纯英国教会。此后，位于天津英租界的伦敦国外布道会、救世军基督教、安立甘教会、基督教女青年会等相继成立。其中，在义和团运动以前，安立甘教会就派传教士来天津筹划建立教会之事，并得到天津英租界工部局的支持。1893年，天津英租界工部局将英租界咪哆士道与马厂道拐角处的一块空地以“名义租金”租给教会，使之在天津英租界占有一块地皮，之后，这块地皮上便建起天津诸圣堂。

### 治安
天津英租界对社会治安的治理与其他国家租界不同，自租界工部局巡捕房成立便全权负责，从不依靠与黑社会合作维持治安。1866年颁布的《天津英租界土地章程》第16条即规定：“领事警员及租界巡捕对于界内实施治安妨害及暴行者，或因此被控告者，有查拿之权。”可见，天津英租界的警务机构巡捕房或巡务处（英語：Police Departmen）的历史可以追溯至工部局成立初年，主要负责英租界内的社会治安管理。1931年，工部局巡务处的中文名称改为“警务处”。英租界当局都力图维持良好的社会风气，实行禁止在界内开设鸦片烟馆、赌场与妓院的制度。当英租界进行拓展时，租界当局对扩展区所实行的重要政策之一，便是取缔当地原有的妓院、赌馆等“伤风败俗”的场所。与天津日租界相比，由于英租界内没有公开的烟馆、赌场、妓院，相对来说英租界内黑社会的活动较少，犯罪率较低，社会治安较好。

### 医疗卫生
天津英租界设立之后，陆续建立起一些医院以方便英租界侨民就医诊治。其中，天津英租界的一些医院为教会所建。后来，随着天津英租界的不断扩张和人口的迅速增加，一些华界的天津华人医生也来到天津英租界建立医院和诊所。因此，天津英租界这些现代医院的建立在一定程度上为天津近代医学的发展做出了贡献。在当时天津英租界开办的医院中，有1890年为京津及附近地区英国侨民集资建造的维多利亚医院，凡英租界内的居民及纳税人，在此就诊的诊费较低，而英租界以外的居民的收费较高。
在环境卫生和垃圾处理方面，天津英租界当局对倾倒脏土和清扫街道有着严格的规章制度，制度要求凡居住于英租界各户人家的垃圾不准倒在街上，要先倒入自家设有的木制垃圾箱中，天津英租界当局雇清道夫每日清扫街道并要求住户每日按照规定时间将自家垃圾箱中的垃圾倒入公共土车内并让清道夫将公共土车运至河沿，倒入河中。在粪便处理方面，天津英租界工部局采取强制措施规定居住于英租界的每户居民必需建立一种经过试验而且性能良好的化粪池，并将自家的污水管道与英租界内的下水道连接起来。后来，天津英租界当局决定在租界内停用粪车，户主和地段业主必需按天津英租界新章程的规定修建与化粪池配套的新式卫生的厕所设备。

## 租界的研究与遗存

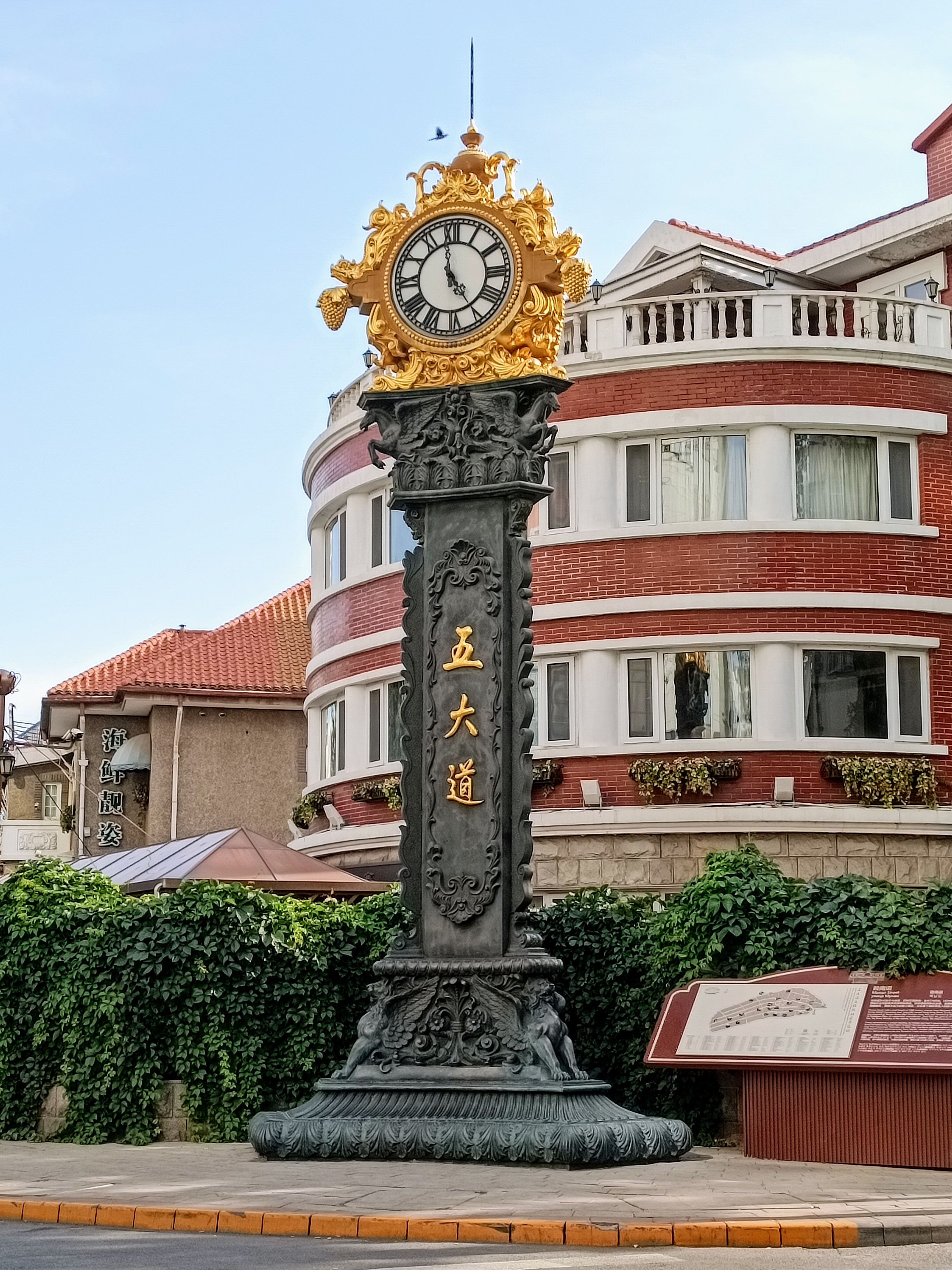
原为天津英租界推广界的天津五大道地区已经成为天津的旅游景点

### 学术研究
天津英租界是天津九国租界中最繁荣的租界，因此对英租界的研究是对天津租界研究无法回避的部分。对天津英租界的研究更加集中于城市规划、建筑风貌、市政建设、近代传媒业以及英日矛盾触发的天津事件等历史事件。
南开大学、天津大学、天津师范大学等是天津英租界问题研究的学术重镇，南开大学历史学院的研究偏向历史综合研究，天津大学建筑学院侧重对天津英租界土地、规划、建筑、路网、景观、城市空间等问题研究，天津师范大学侧重对租界的市政管理及旅游开发等问题的研究。华东师范大学对天津英租界内银行业有所研究。
2005年，天津市档案馆与天津市社会科学界联合会曾到英国征集档案，分别从英国国家档案馆、大英图书馆、东方学院、牛津大学等机构征集到1860至1952年英国驻天津领事馆撤离期间全部往来文件、英国驻大沽领事馆档案、1860年天津开辟租界、扩充租界信函和密文档案、1895年英租界扩充档案、1900年八国联军占领天津档案以及图片、地图档案。2013年，天津古籍出版社出版了天津市档案馆编纂的《天津英租界工部局史料选编》共3册。2015年，南开大学出版社出版了天津市档案馆编纂的《天津租界档案》丛书的第一辑《英租界档案》共11册，以原版影印形式收录了天津档案馆藏有关天津英租界的各类档案资料。

### 建筑遗存

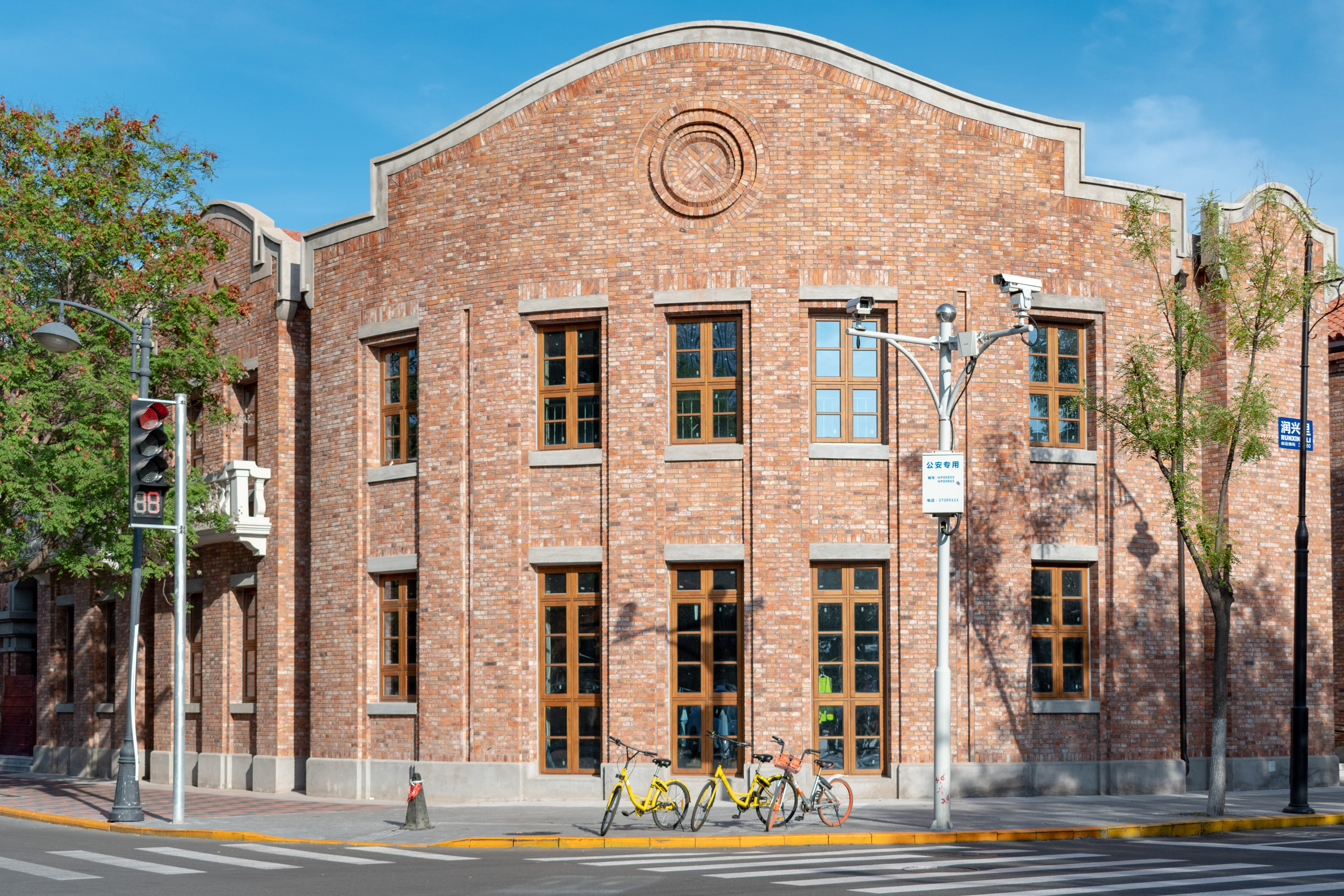
五大道街景，原天津英租界区域

1949年之后，原天津英租界中的部分房产转为公有，不仅有政府机关、国有企业进驻作为办公之地，普通居民也通过分配进入原租界建筑内居住，使五大道等原英租界区域的社会结构及功能都有所改变。1970年代后，随着人口密度的急剧增加，五大道等地区居住环境逐渐恶化，原本幽静的西洋建筑逐渐沦为拥挤、混乱的大杂院，大部分经典建筑在几经易主后，虽然变更用途但得到保留，维持着历史原貌，历史形成的街区空间格局和形态基本得到保持。原天津英租界所在地域目前为天津市中心城区的核心区域，2010年3月起，天津市开始在原天津英租界以解放北路为核心，对泰安道及周边地区的历史街区进行修缮并建设配套建筑，将形成泰安道英式风情区，该工程已于2011年成型。2011年。五大道被天津市规划局确定为历史文化街区进行重点开发，但也存在历史遗产为城市开发让位的问题。此外，原属于英租界的泰安道地区和解放北路地区也被列纳入天津历史文化街区。
2013年，原为天津英租界推广界的天津五大道近代建筑群中的39处代表性建筑被中华人民共和国国务院批准为全国重点文物保护单位，使得这一地区成为天津市全国重点文物保护单位最聚集的区域。
2015年4月，天津市五大道历史文化街区入选住房城乡建设部、国家文物局公布的第一批中国历史文化街区。

### 旅游

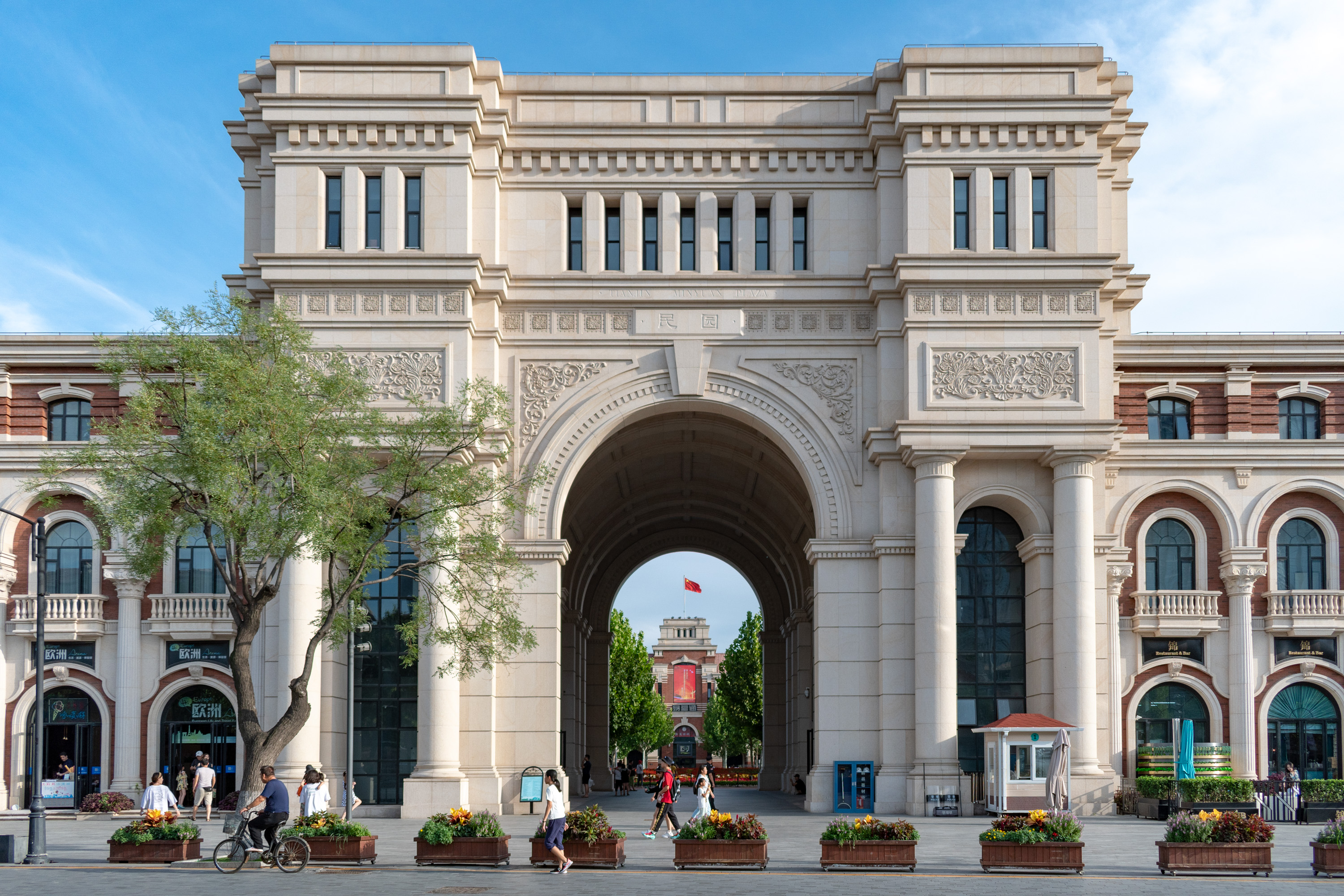
原英租界民园体育场，现今为民园广场

天津英租界区域因历史风貌已经成为天津市标志性的旅游景区。
天津英租界遗存中作为旅游景区具有代表性的是位于天津市中心五大道区域，指现今天津市和平区大理道、睦南道、常德道、重庆道、成都道这五条道路所在的区域，曾是二十世纪二三十年代天津英租界的高级住宅区。如今作为天津市十四处历史文化街区之一，因其独特的建筑风格被誉为“万国建筑博物馆”。在成为旅游景点的同时，此处也拥有数量颇为庞大的常住人口，是典型的位于城市中心的人居型文化遗产片区。
1999年，天津市政府开始对五大道地区进行全面整治，将其定位为高级住宅区、高档办公区和文化旅游区，开启了五大道开发利用的历程。
2012年开始，和平区政府从重点围绕民园体育场的更新改造进行了针对性的旅游开发，包括开发五大道历史博物馆、建立“五大道游客服务中心”、开辟观光马车巡游项目、在民园体育场文化中心地下一层开设进口商品免税商场等。在餐饮方面,注重将餐饮与地区小洋楼文化特色相融合，引入了多种风格的餐厅、咖啡厅和酒吧。
但目前原天津英租界区域的旅游开发仍存在诸多问题，天津英租界推广界遗存所形成的五大道地区街巷布局复杂，缺乏明显的地理标志和导向标识，游客难以辨别街区位置。民园广场等公共空间利用不充分，草坪等区域被隔离，影响了人员流通和客户吸引。作为核心景区，民园广场与周边存在隔离感，缺乏整体性的景区开发。
- 利顺德大饭店夜景
- 海河畔的天津英式风情区
- 异地重建的戈登堂
- 小白楼夜景

## 相关著作
- 天津市档案馆. . 天津: 天津人民出版社. 2022. ISBN 9787201121420.
- 天津市档案馆. . 天津: 天津古籍出版社. 2013. ISBN 9787552800678.
- 天津市档案馆; 南开大学分校档案系. . 天津: 天津人民出版社. 1992. ISBN 7201005448.
- 天津市档案馆. 周利成 , 编. . 天津: 南开大学出版社. 2015. ISBN 9787310047376.